# Biserica de lemn din Dealu Mare

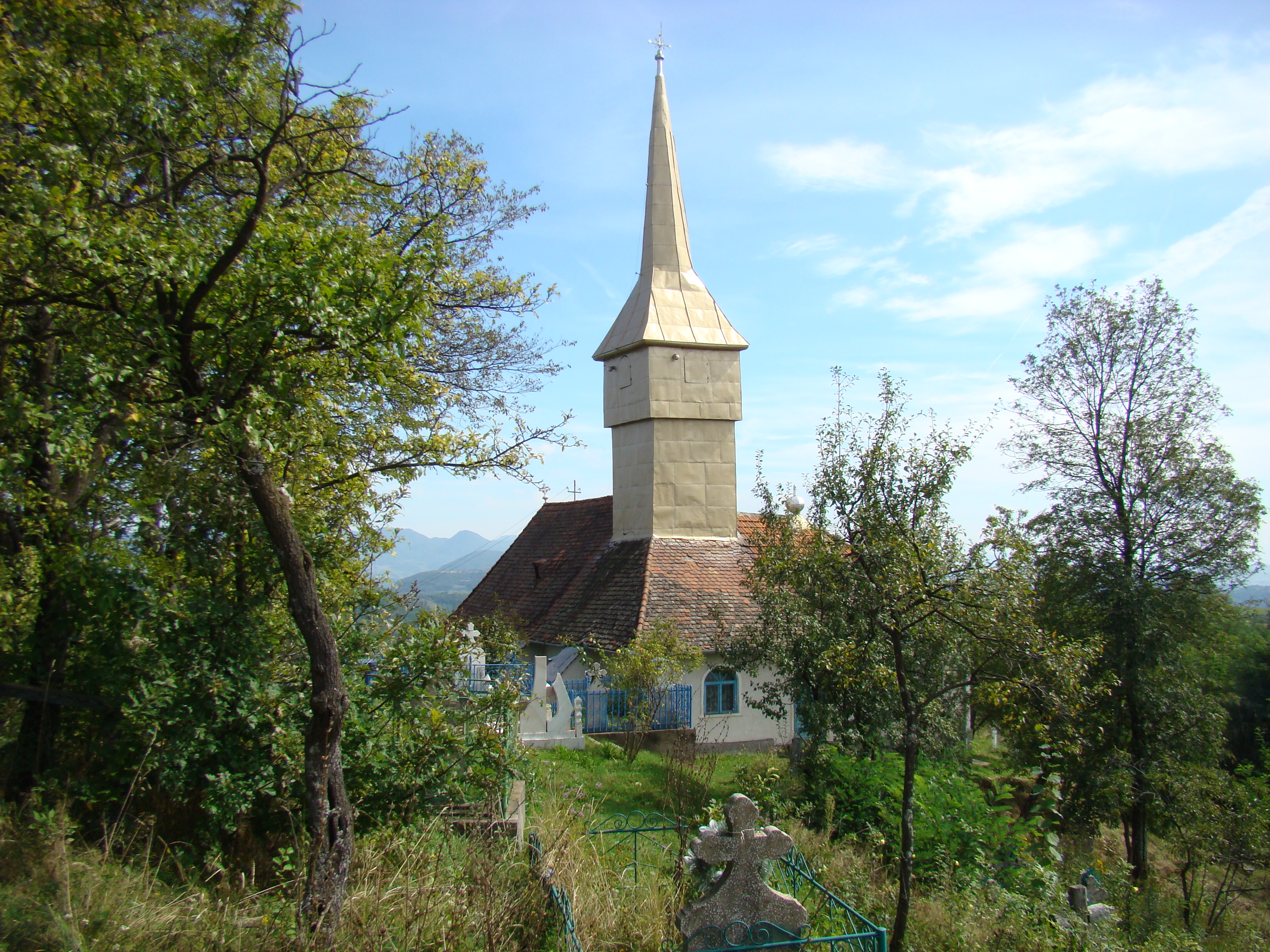
Biserica de lemn „Buna Vestire” din satul Dealu Mare, comuna Vălișoara, județul Hunedoara, foto: septembrie 2010.

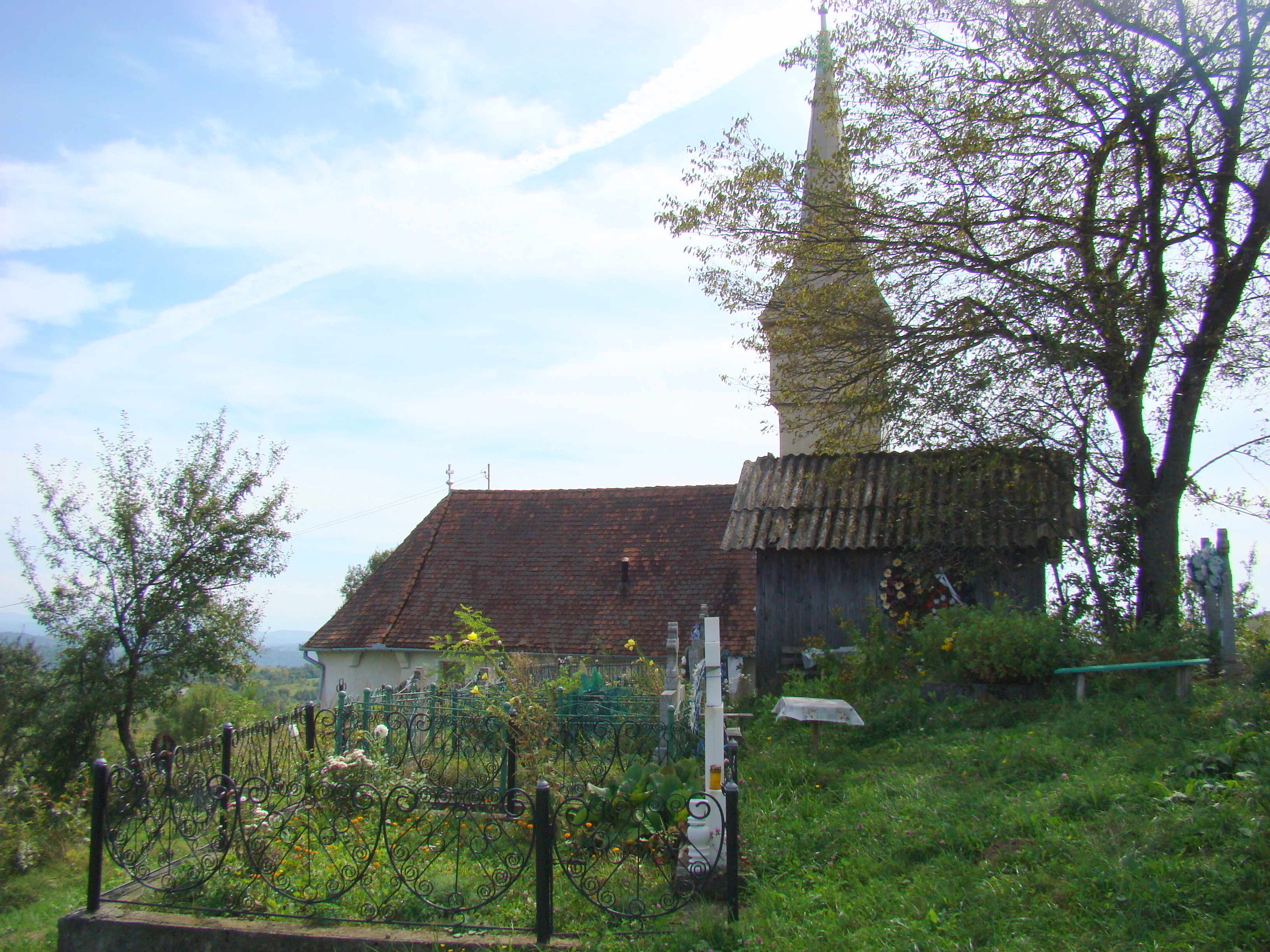
Biserica (nord)

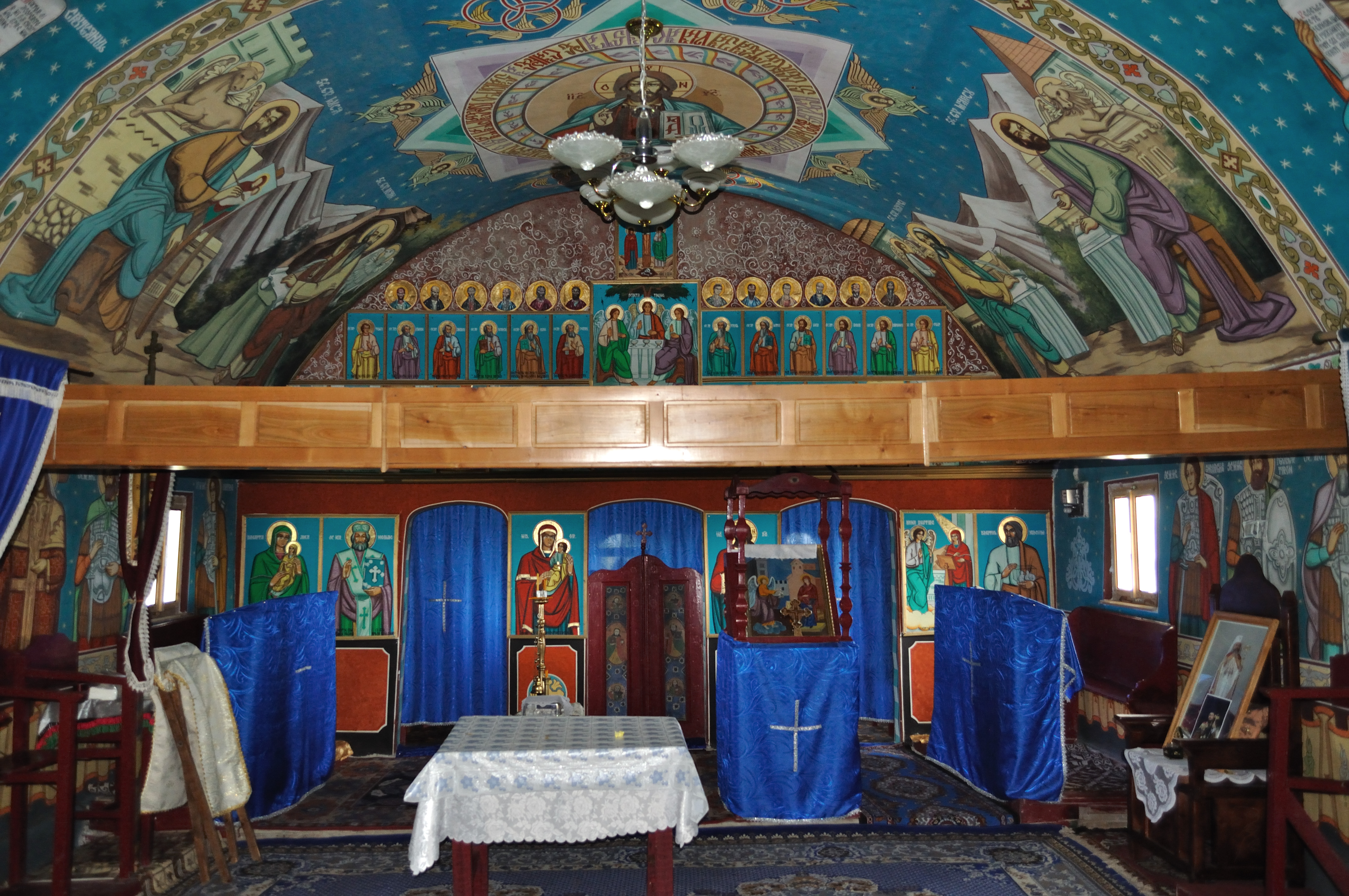
Interiorul navei

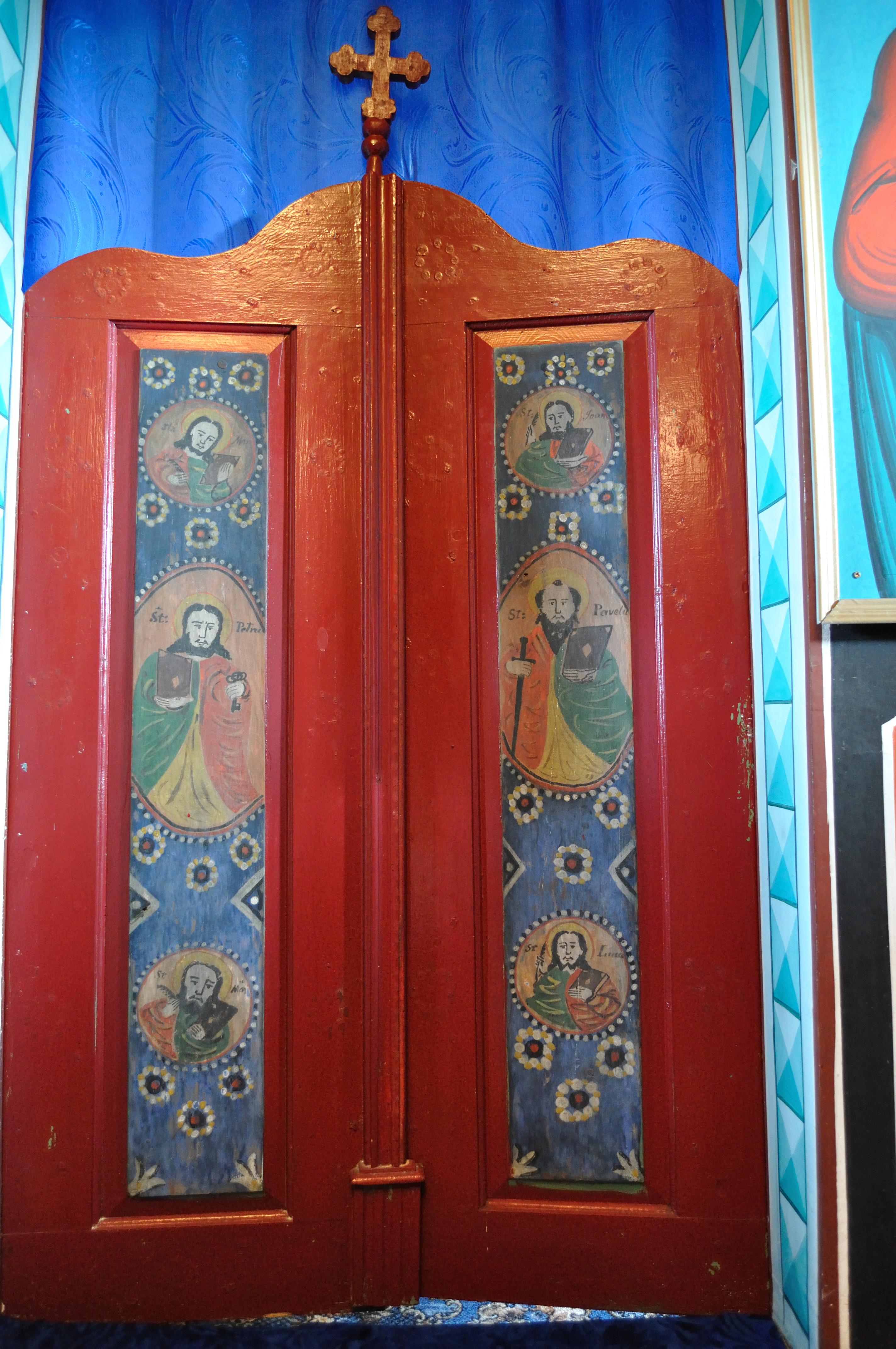
Uși împărătești

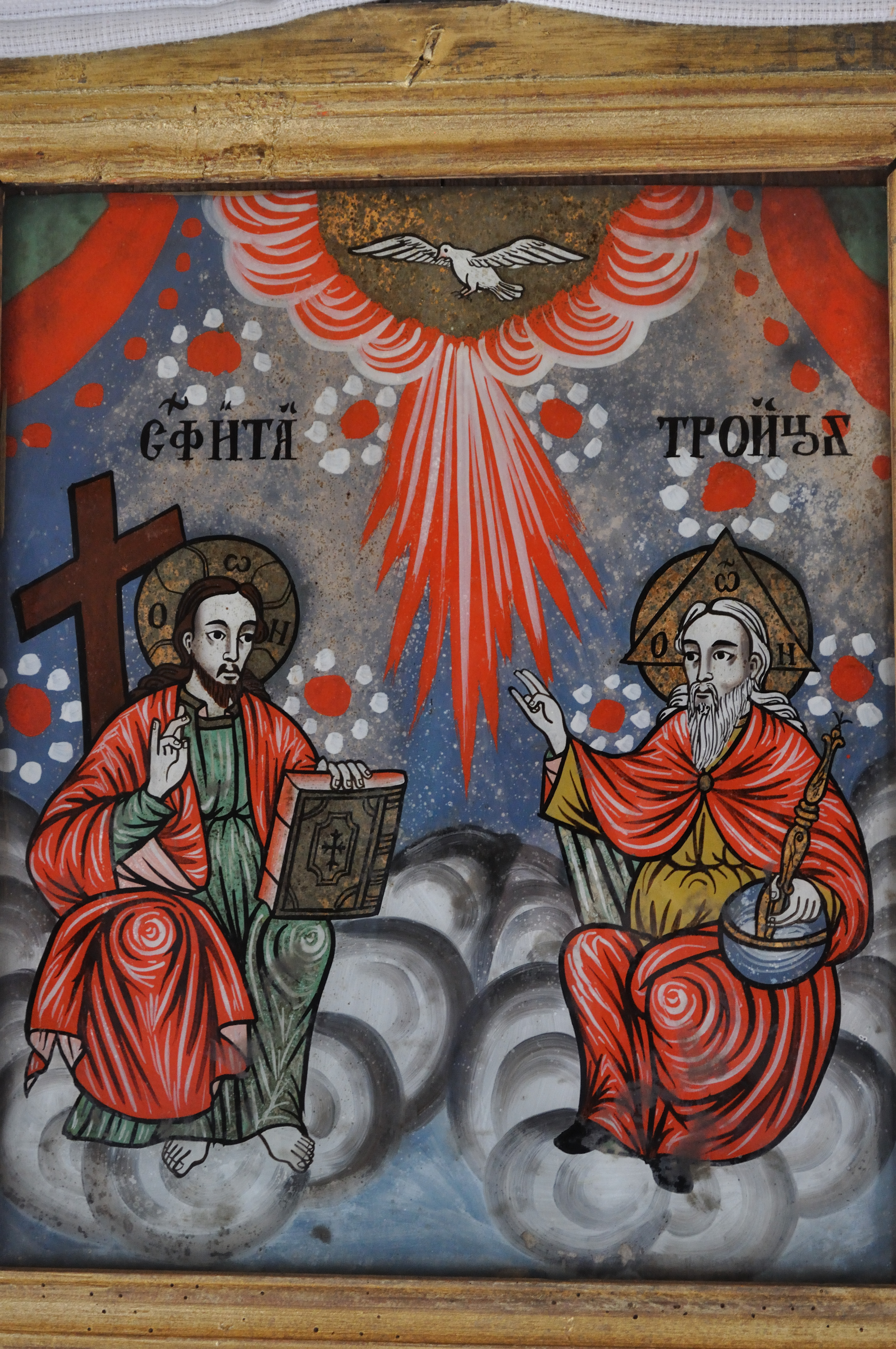
„Sfânta Troiță”, pictură pe sticlă, secolul XIX

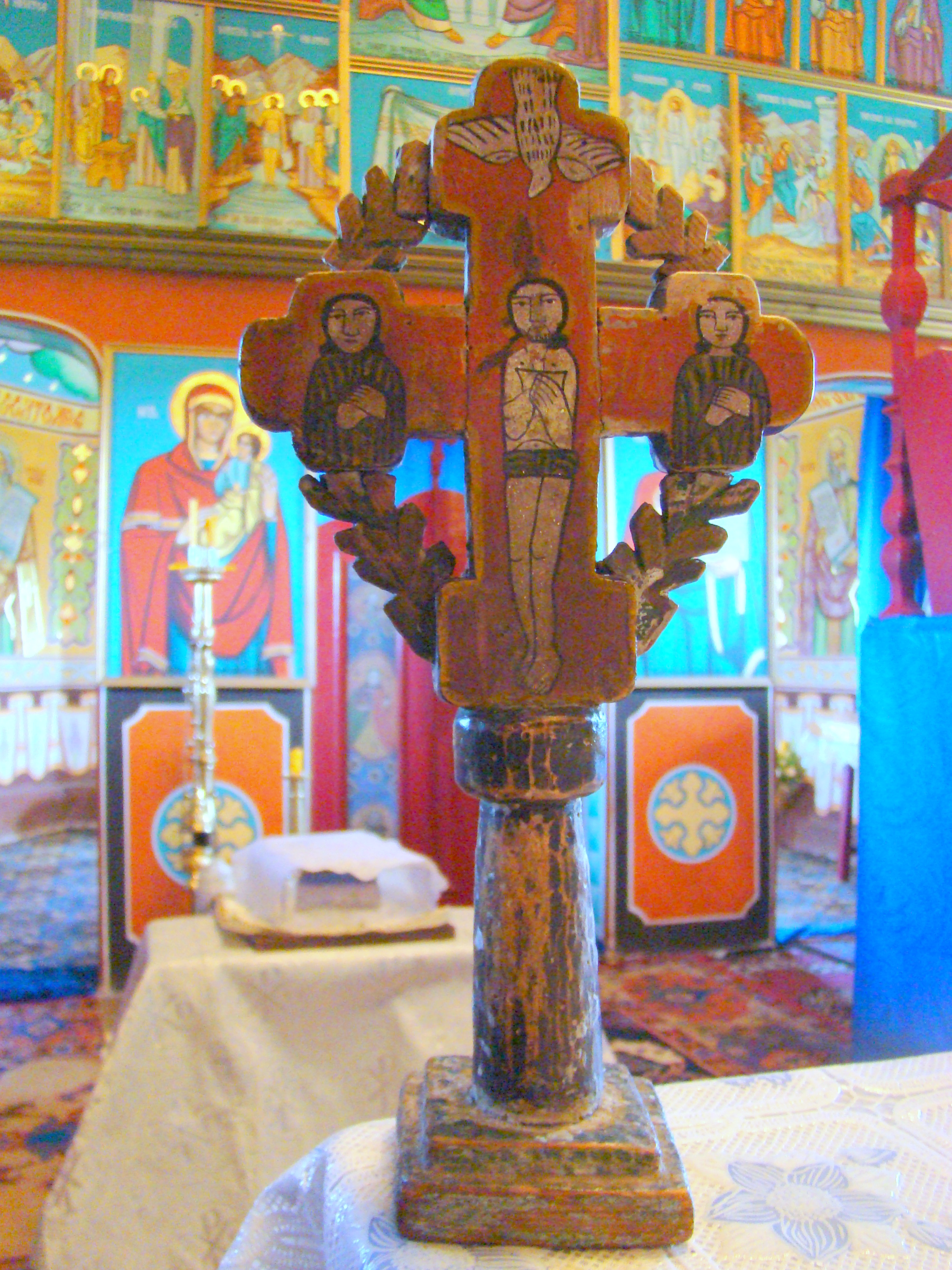
Cruce veche de lemn pictată

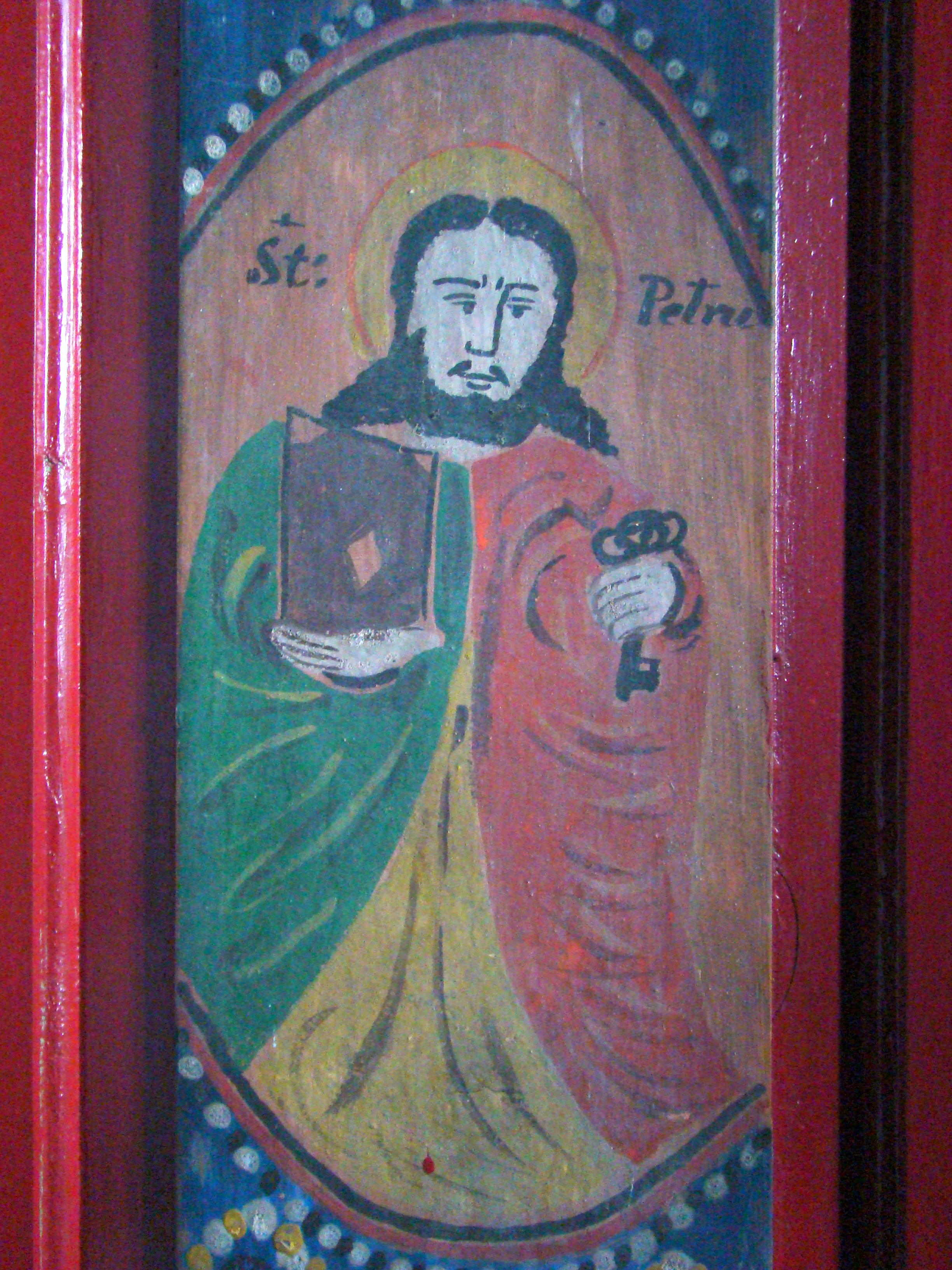
Detaliu ușă împărătească „Sfântul Petru”

Biserica de lemn din satul Dealu Mare, comuna Vălișoara, județul Hunedoara, a fost construită în secolul XVIII. Are hramul „Buna Vestire”. Nu figurează pe lista nouă a monumentelor istorice.

## Istoric și trăsături
Biserica de lemn de la Dealu Mare, care poartă hramul „Buna Vestire“, este construită pe unul din dealurile din locul numit „Gruelaci“. Începuturile acestei biserici coboară până spre mijlocul secolului al XVIII-lea; două dintre vechile sale tipărituri, anume o Evanghelie (Blaj, 1765) și un Apostol (Blaj, 1765), ambele donate în 1769, întăresc această cronologie. Este un edificiu de plan dreptunghiular, cu absida decroșată de formă pentagonală; pronaosul, deasupra căruia se înalță un turn-clopotniță zvelt, învelit în tablă, este prelungit, la vest și la sud, printr-un pridvor unitar spațios. Transformată în grajd și apoi incendiată în cursul Revoluției de la 1848-1849, biserica, acoperită cu țiglă, a fost renovată în anul 1861, șantier în cadrul căruia s-a schimbat infrastructura acoperișului și turla. Ultimele reparații s-au executat în 2001 și 2007. Nu este exclus ca sub stratul de tencuială, să persiste unele fragmente picturale vechi; o icoană prăznicar din anul 1863 indică prezența unui zugrav din Lupșa Mare. În 2006 interiorul a fost împodobit în tehnica „frescă”; târnosirea s-a făcut în 2007. Biserica are, în turn, două clopote, unul mare, din 1890, și altul mai mic, din 1938. Pictura mai veche s-a păstrat doar la ușile împărătești, la tetrapod și strane. În patrimoniul bisericii există câteva icoane și cărți de valoare.
Harta iosefină a Transilvaniei (1769-1773) și recensămintele ecleziastice din 1761-1762, 1805 și 1829-1831 menționează biserica actuală, pe când cele din 1733, 1750 fac trimitere la o înaintașă medievală a sa. Conscripția din anii 1829-1831 atestă prezența a două biserici diferite, una în satul propriu-zis „Gyalu Marje”, alta în „Grujelas”; nu se poate preciza dacă este vorba de o greșeală a recenzorilor sau dacă existau la acea dată două lăcașuri de cult distincte.

## Imagini din exterior

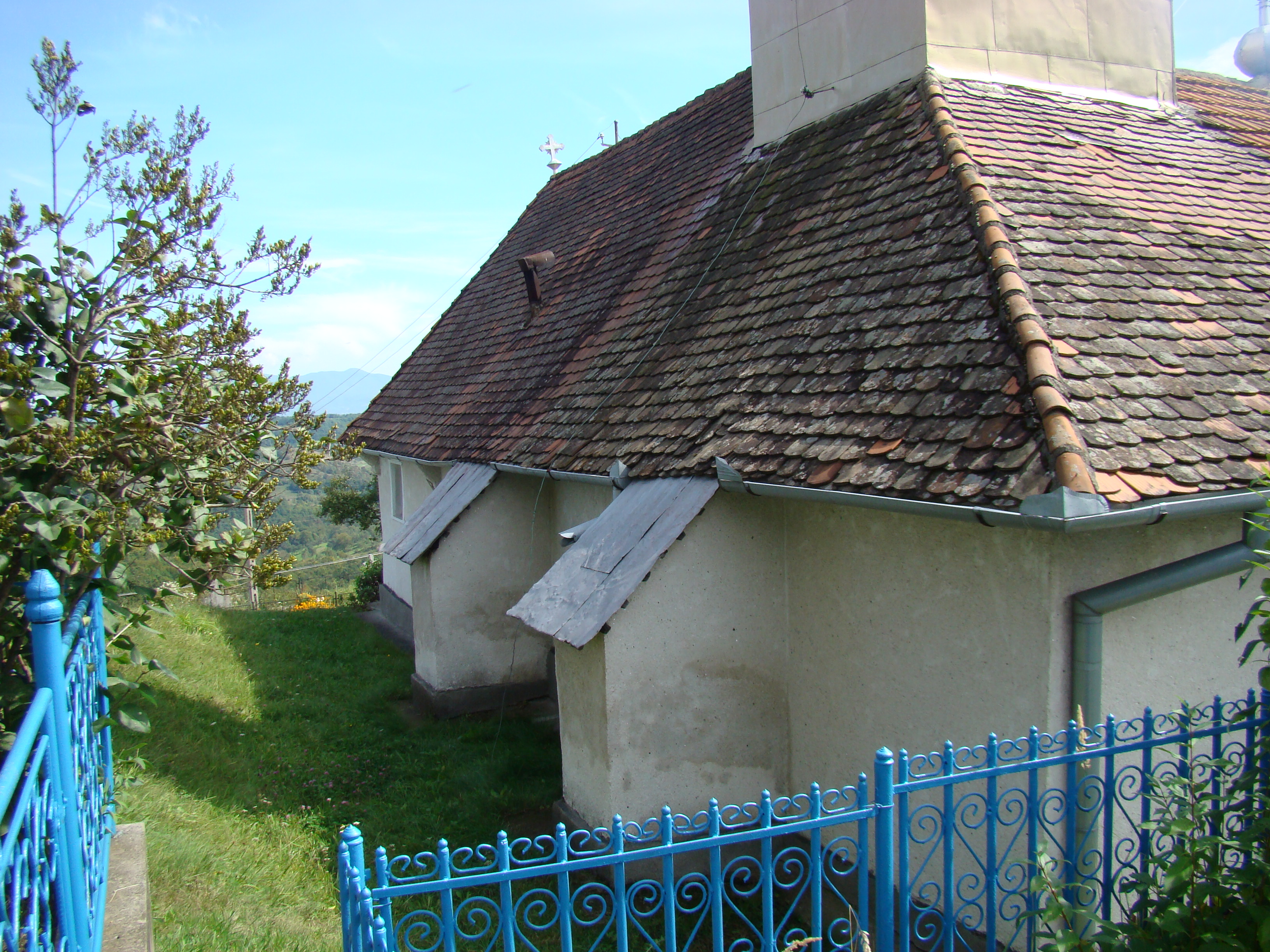
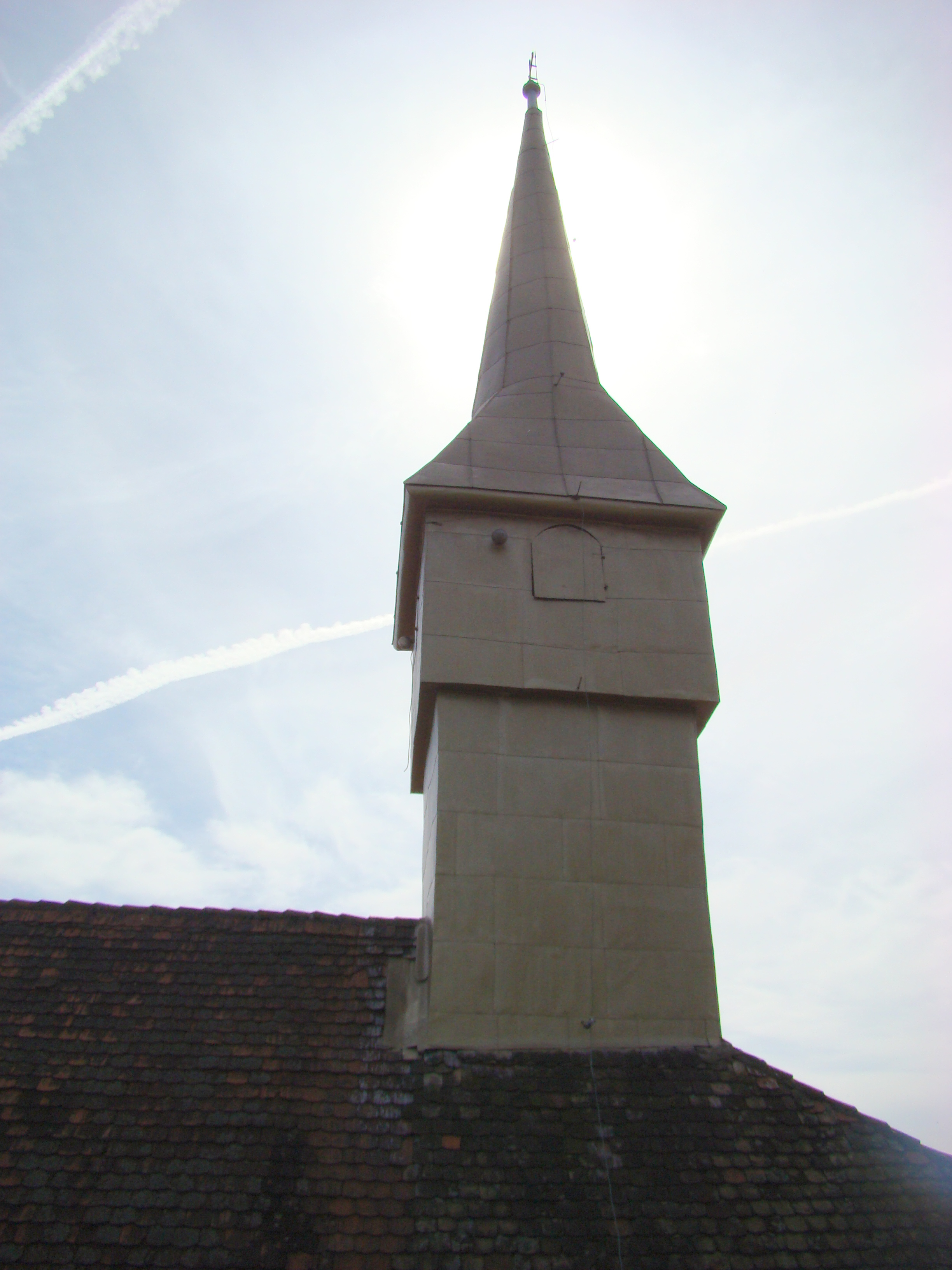
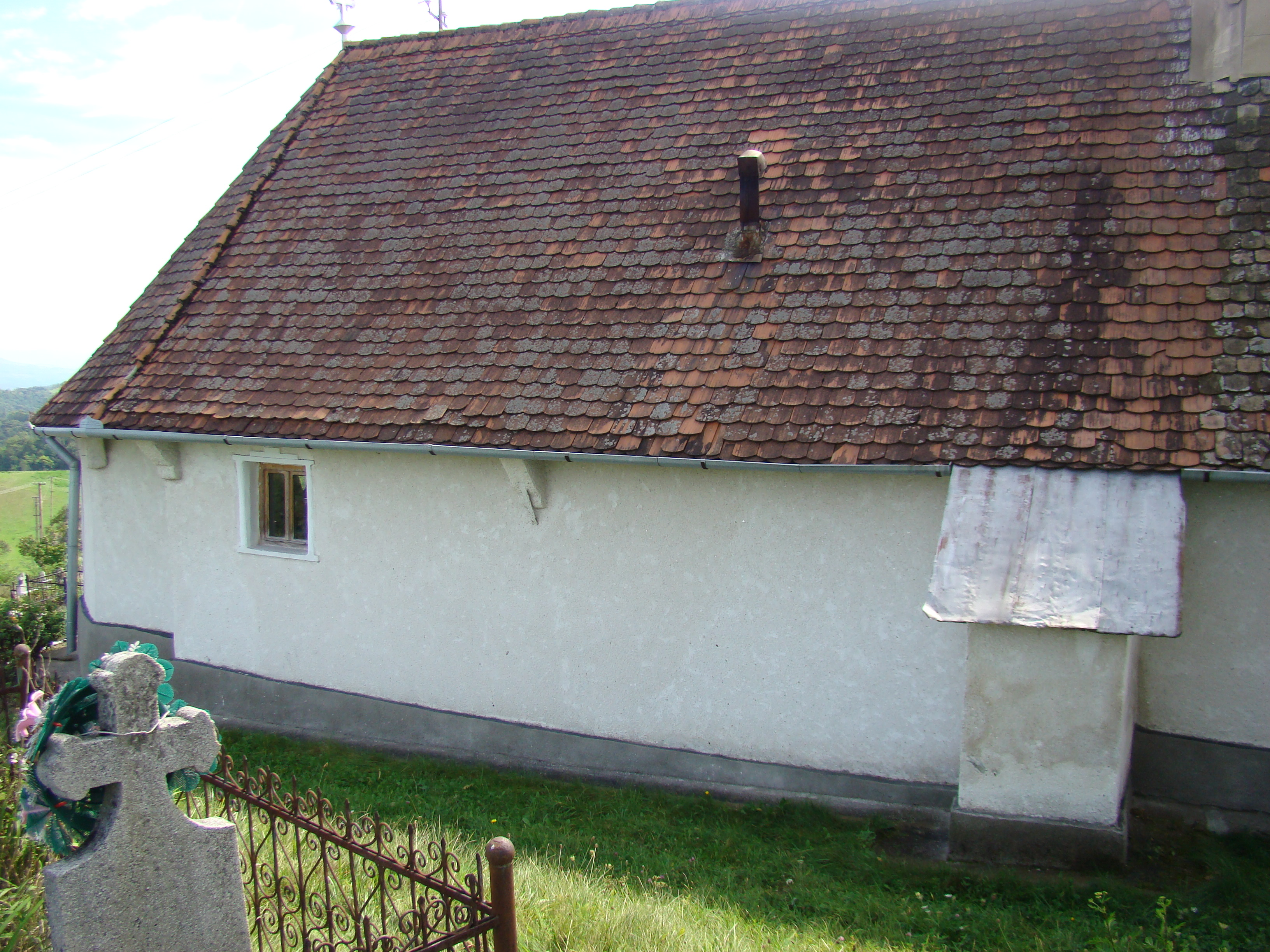
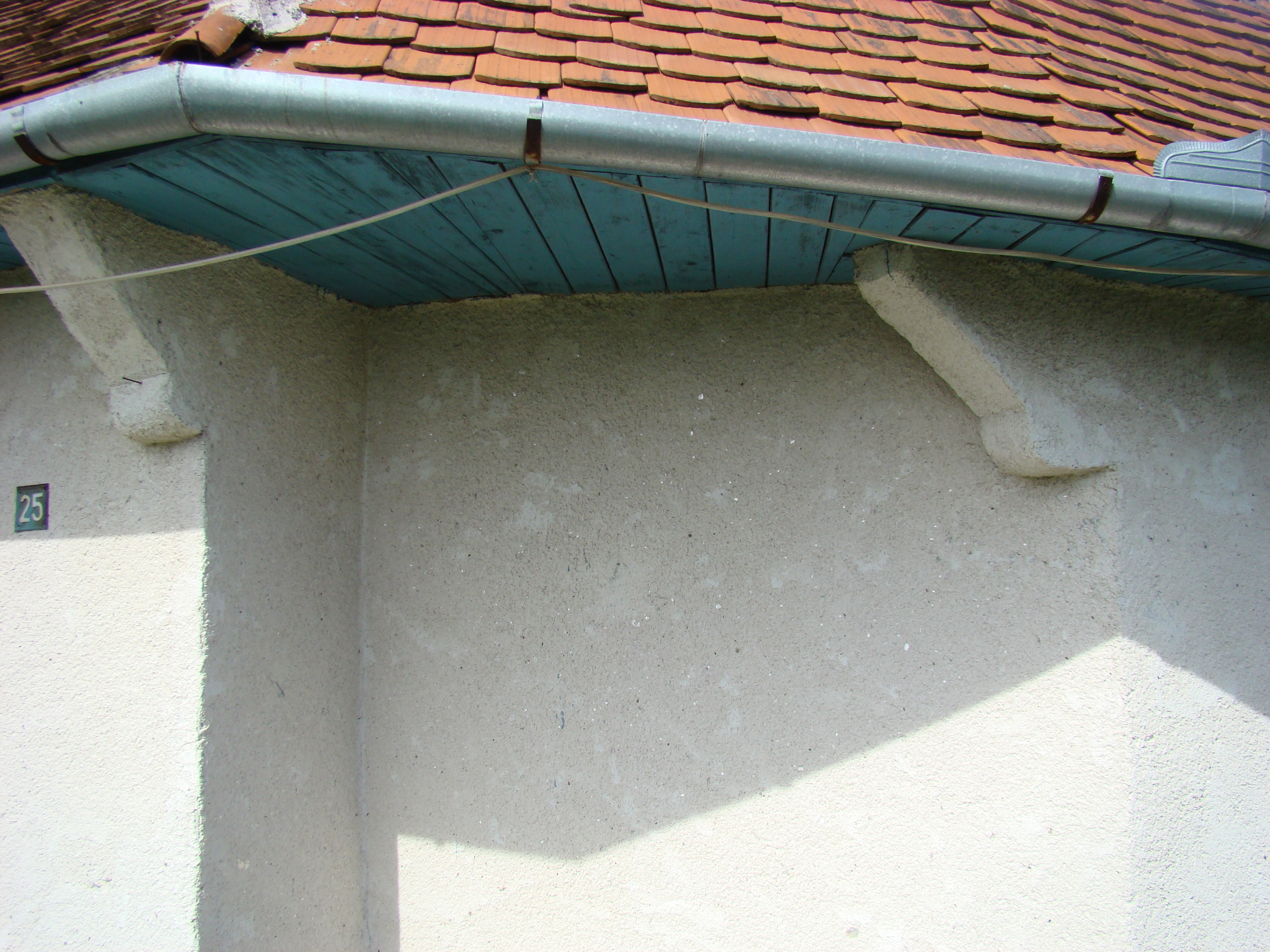
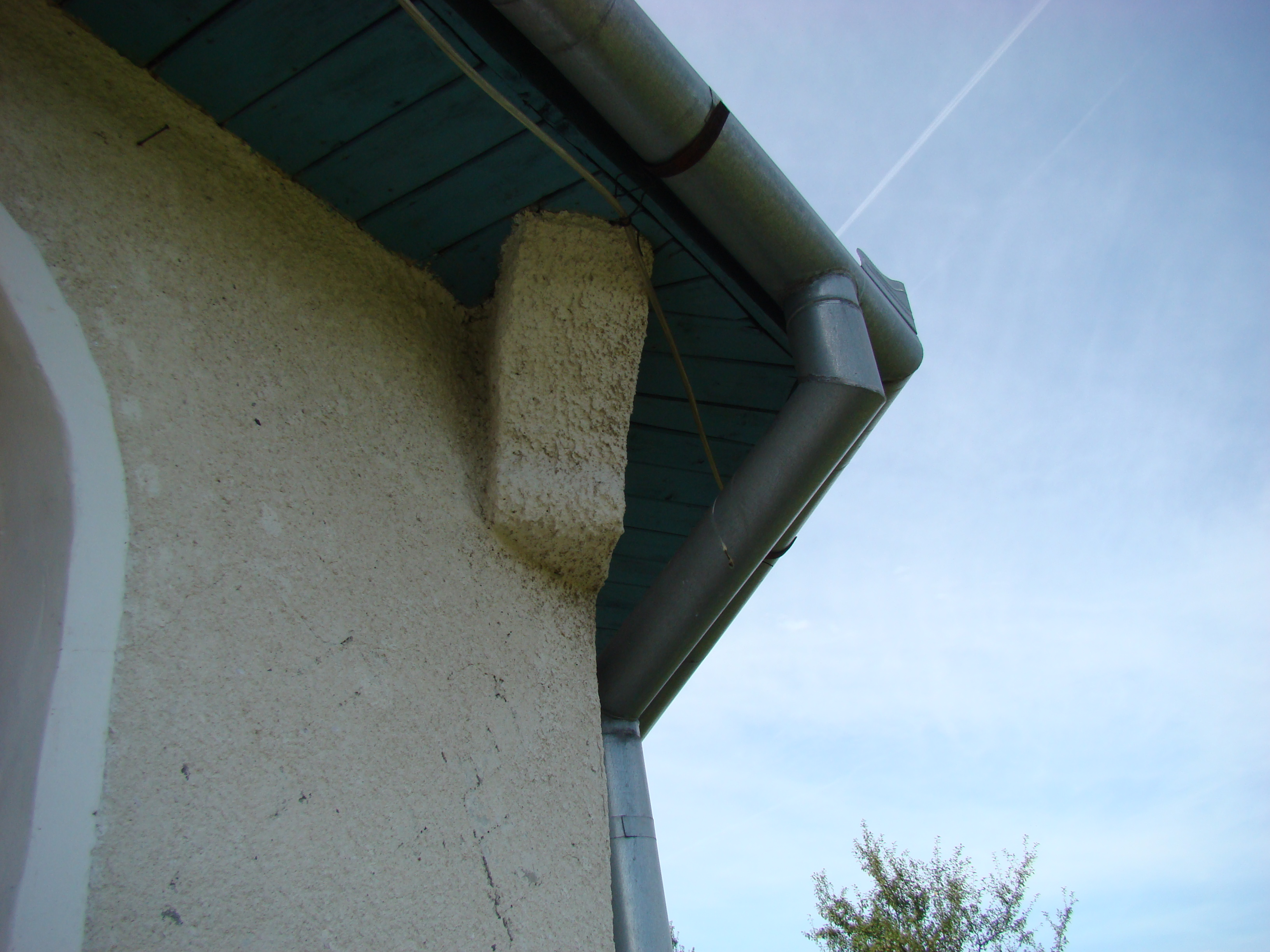
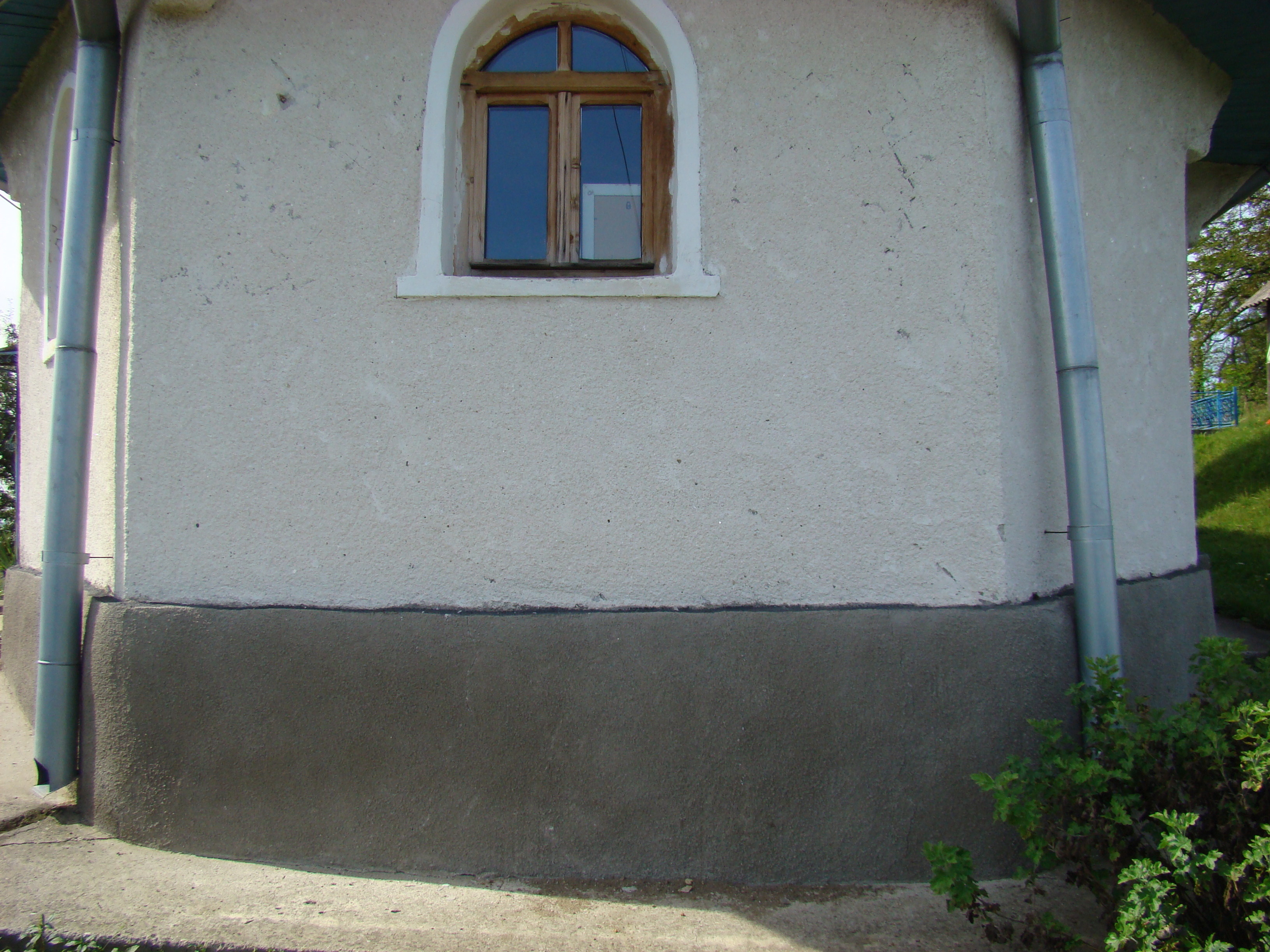

## Imagini din interior

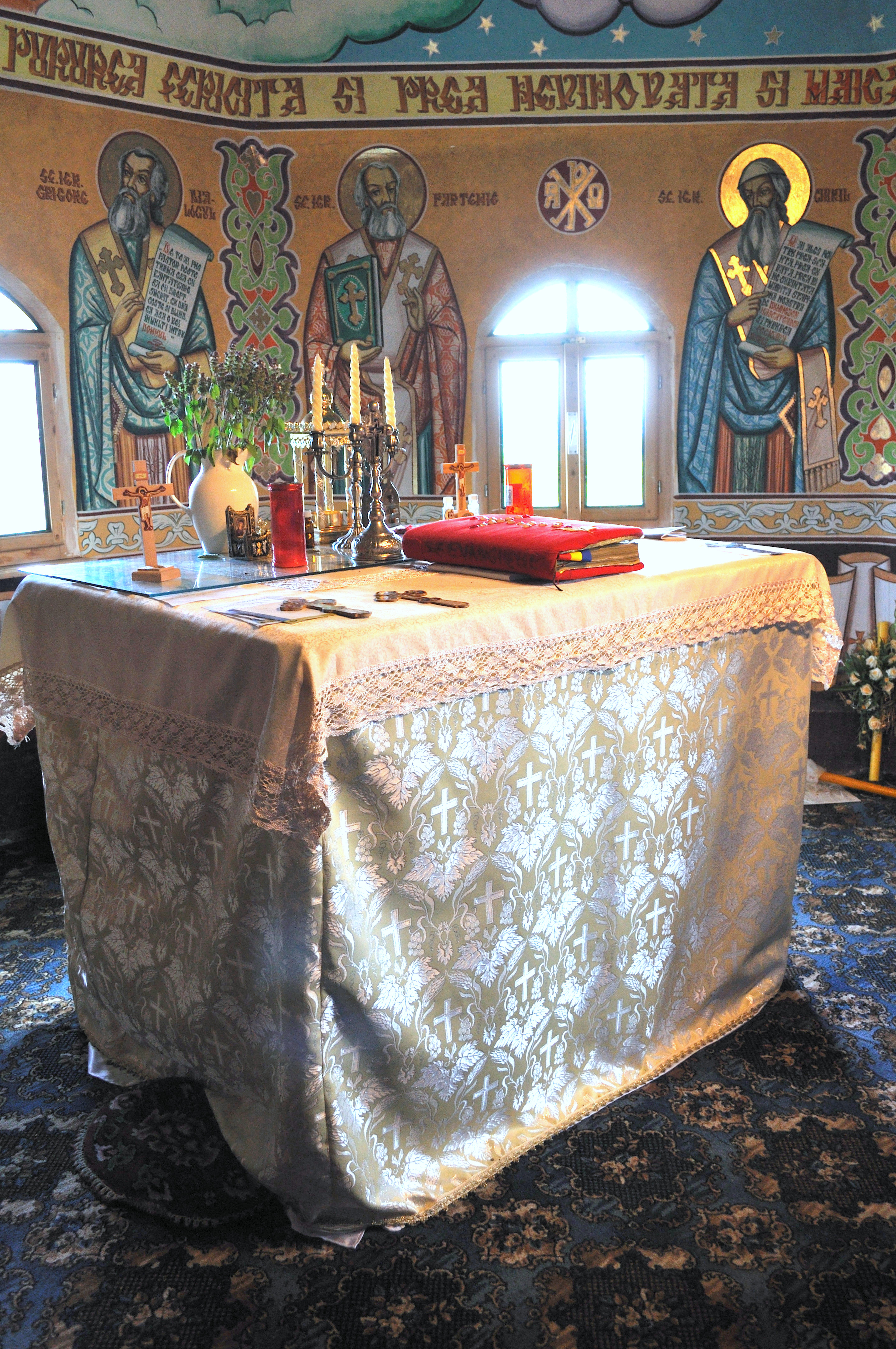
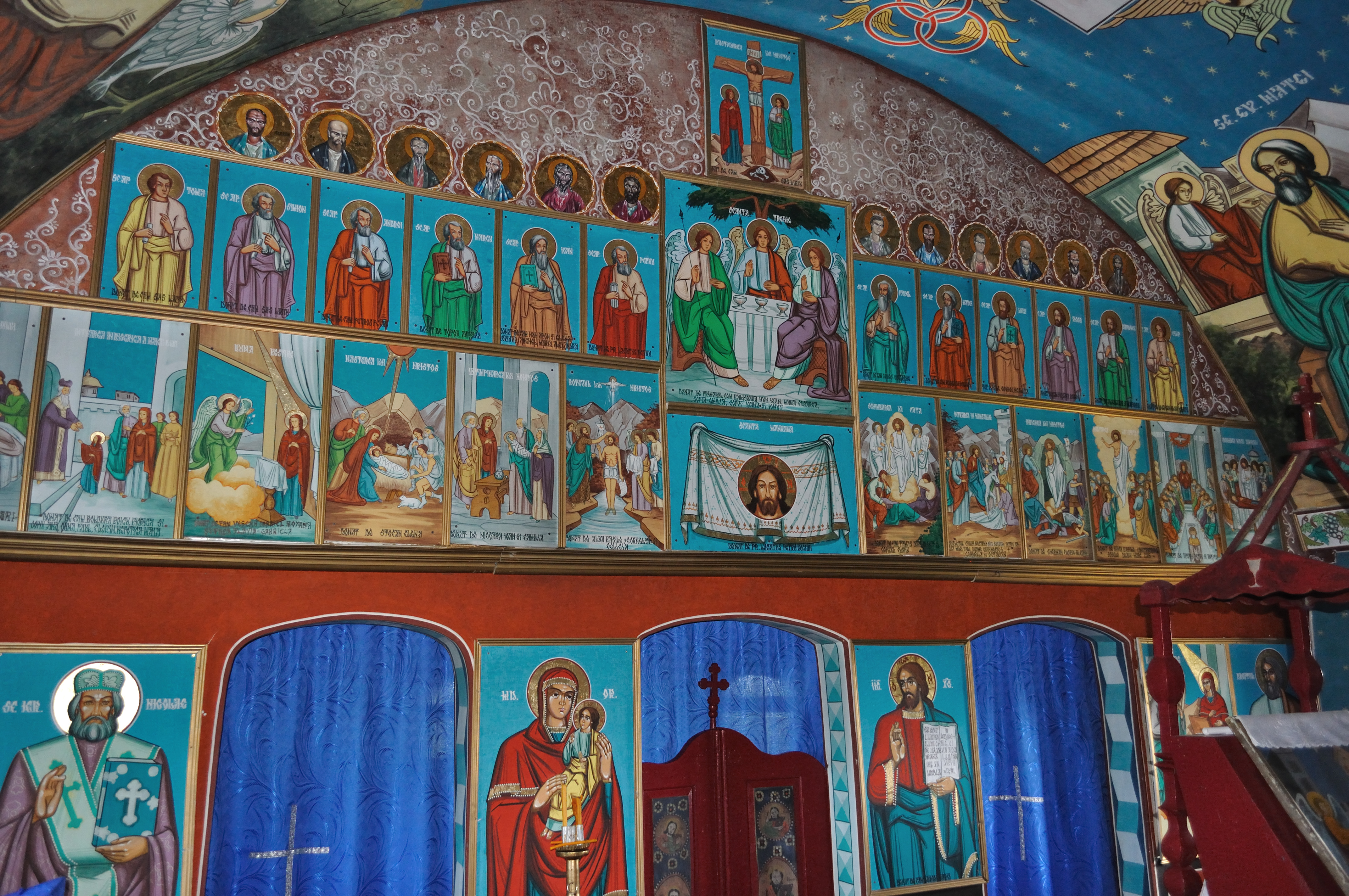
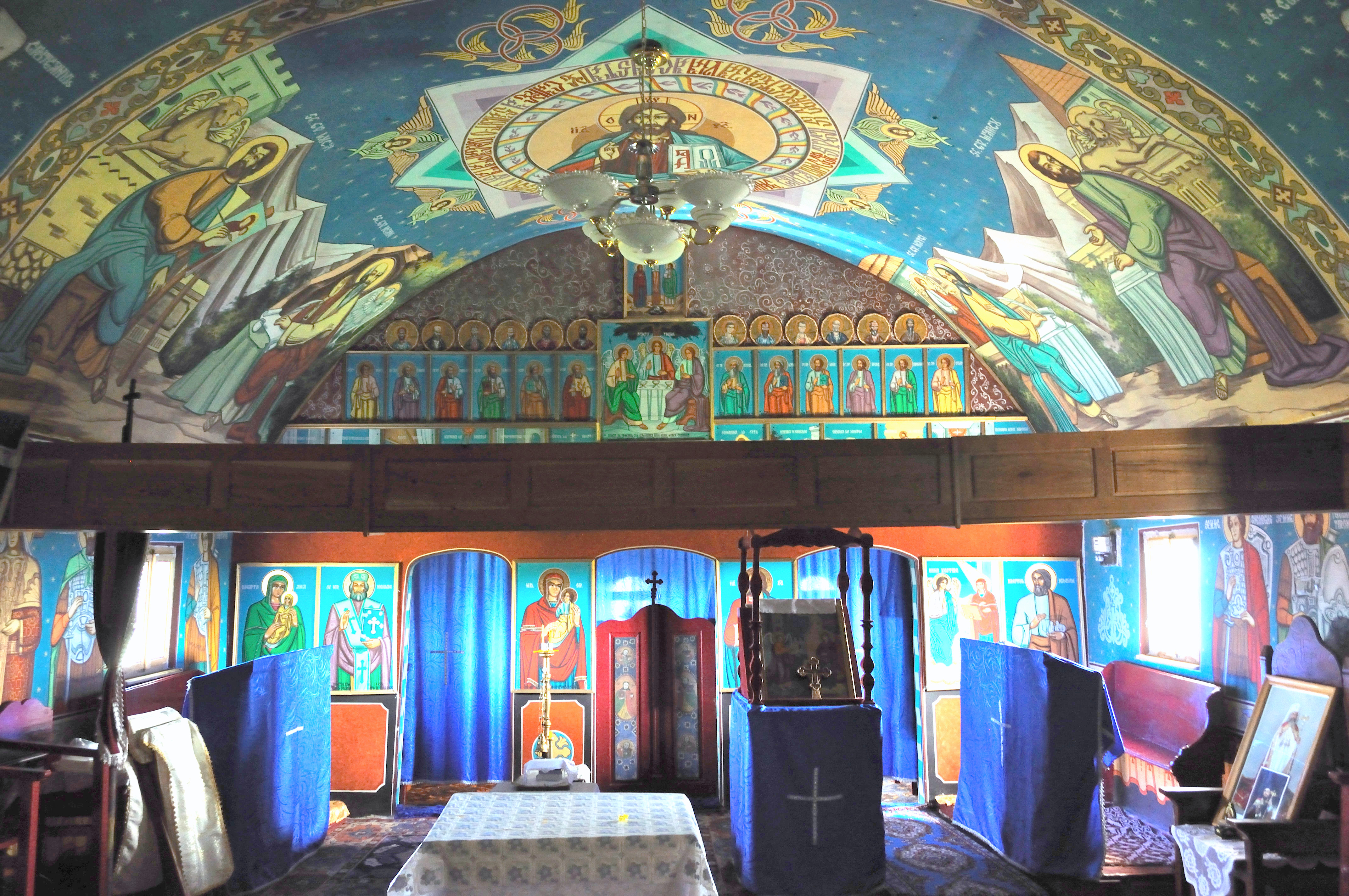
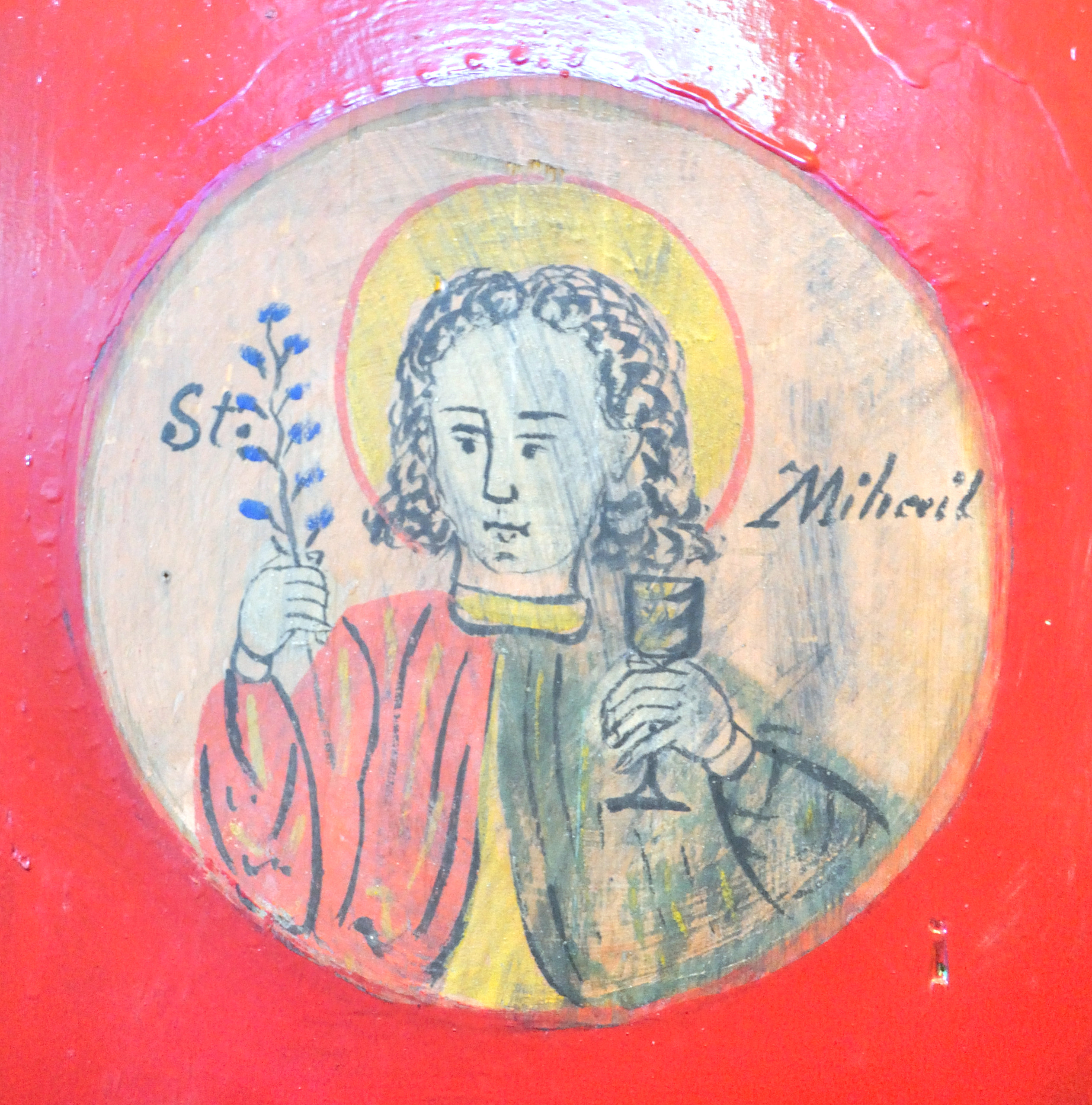
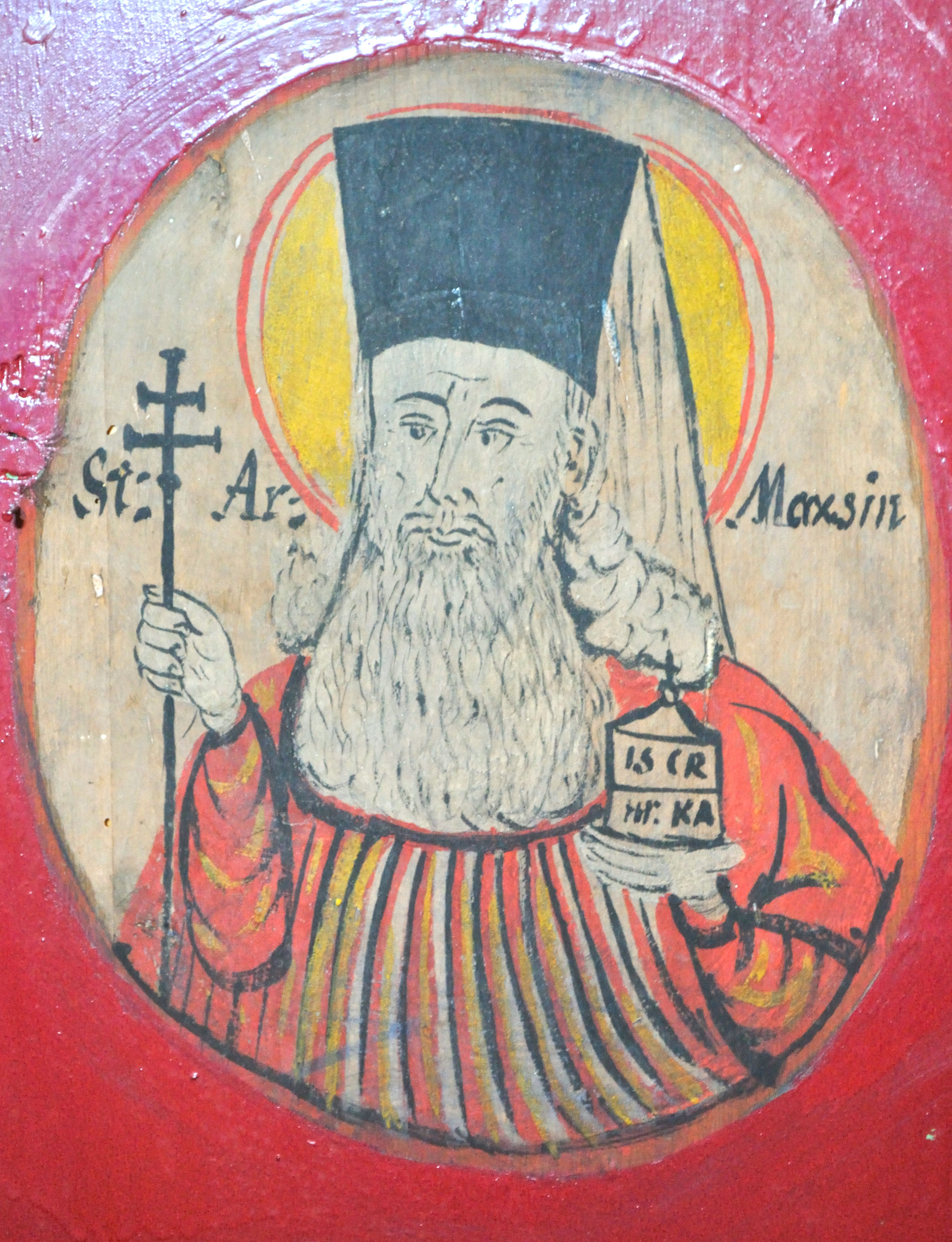
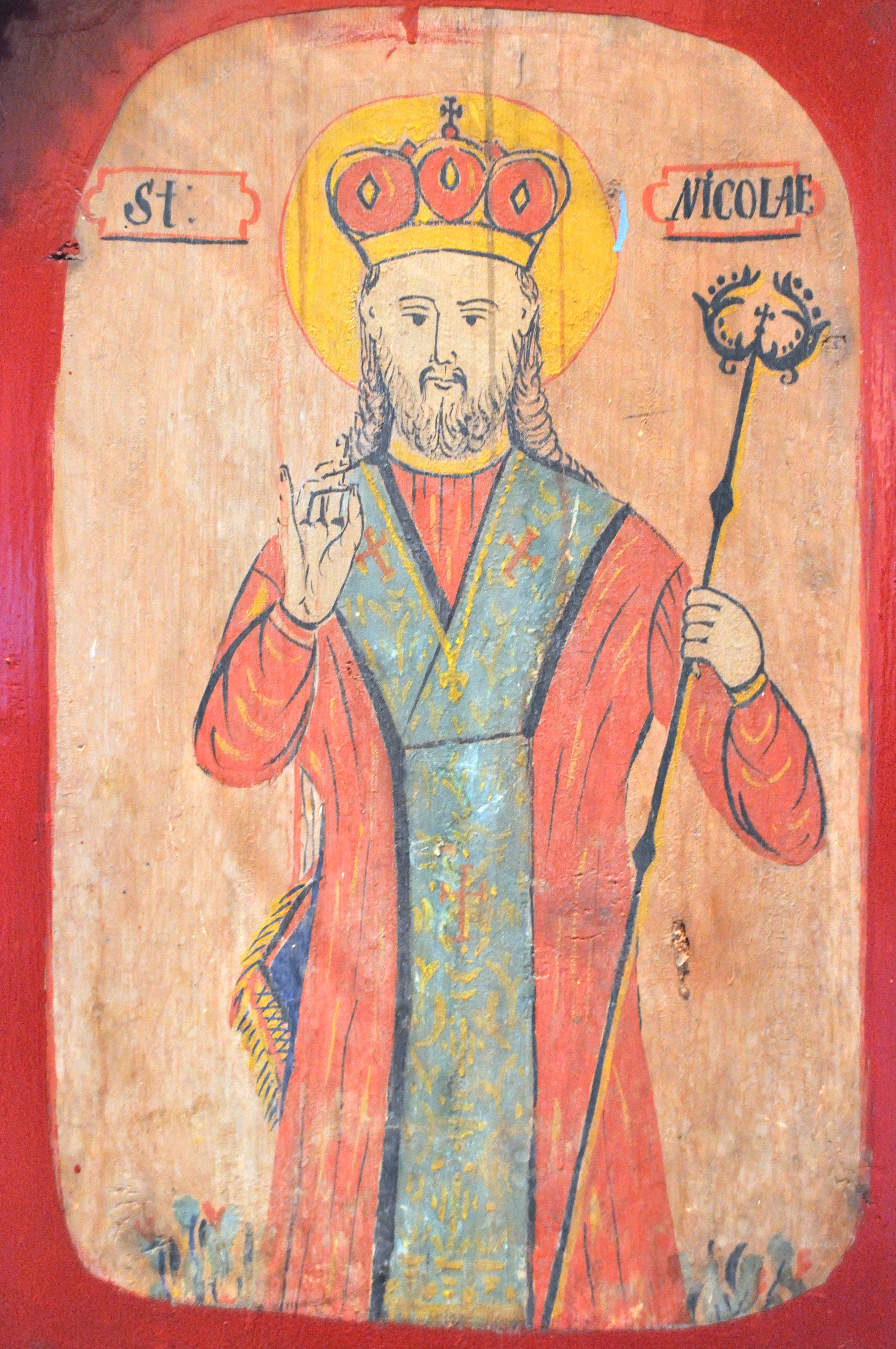
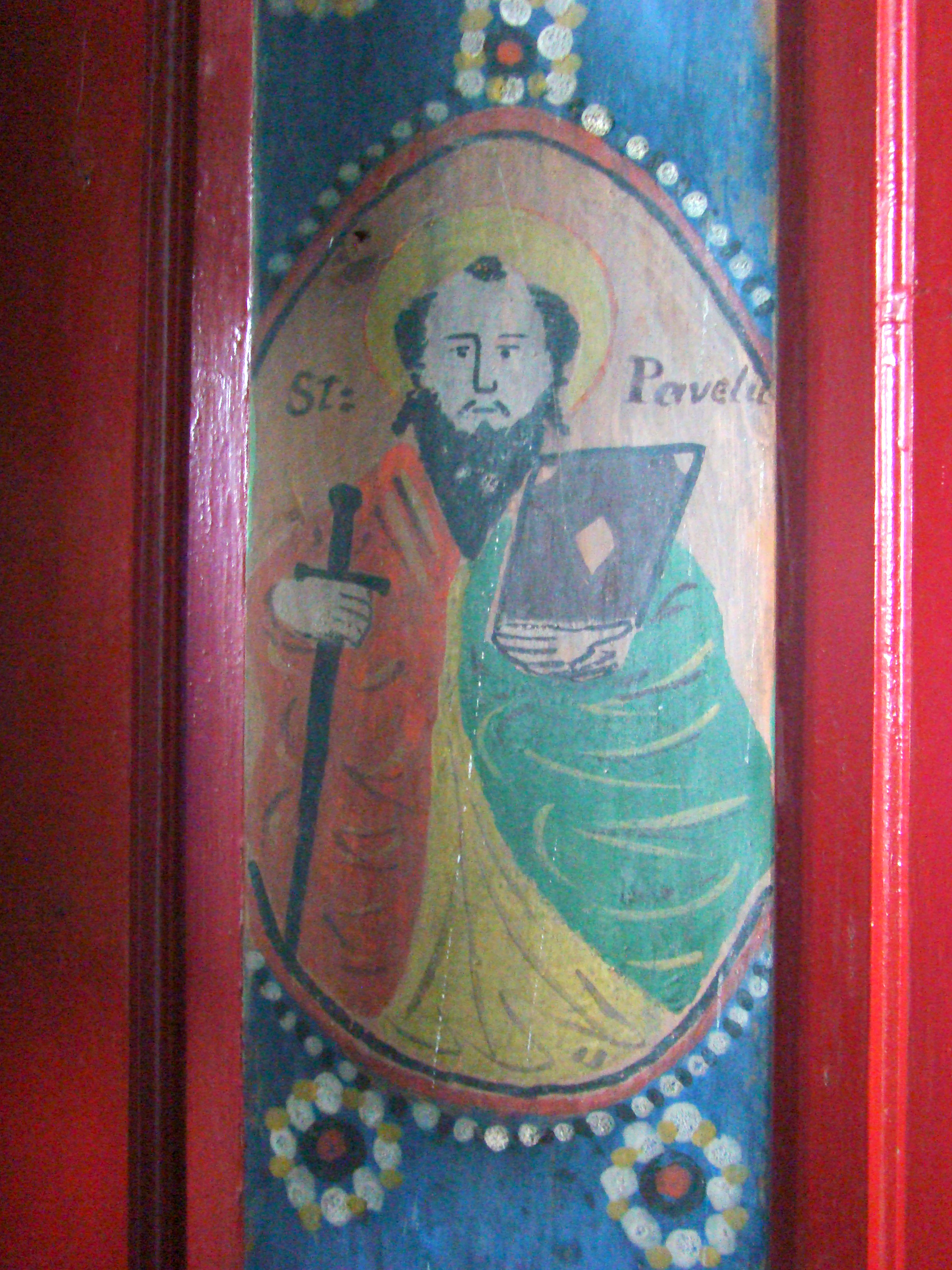
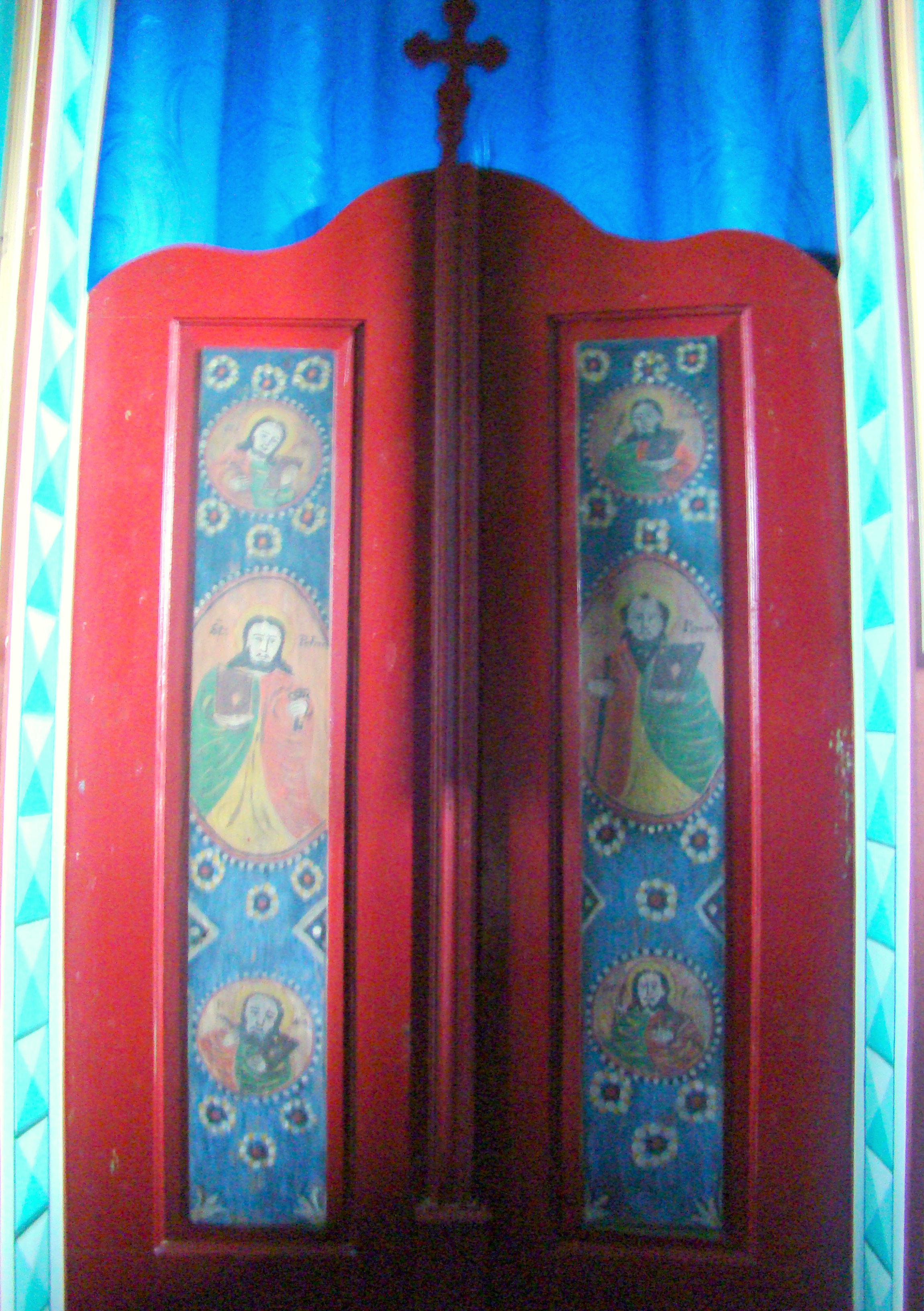
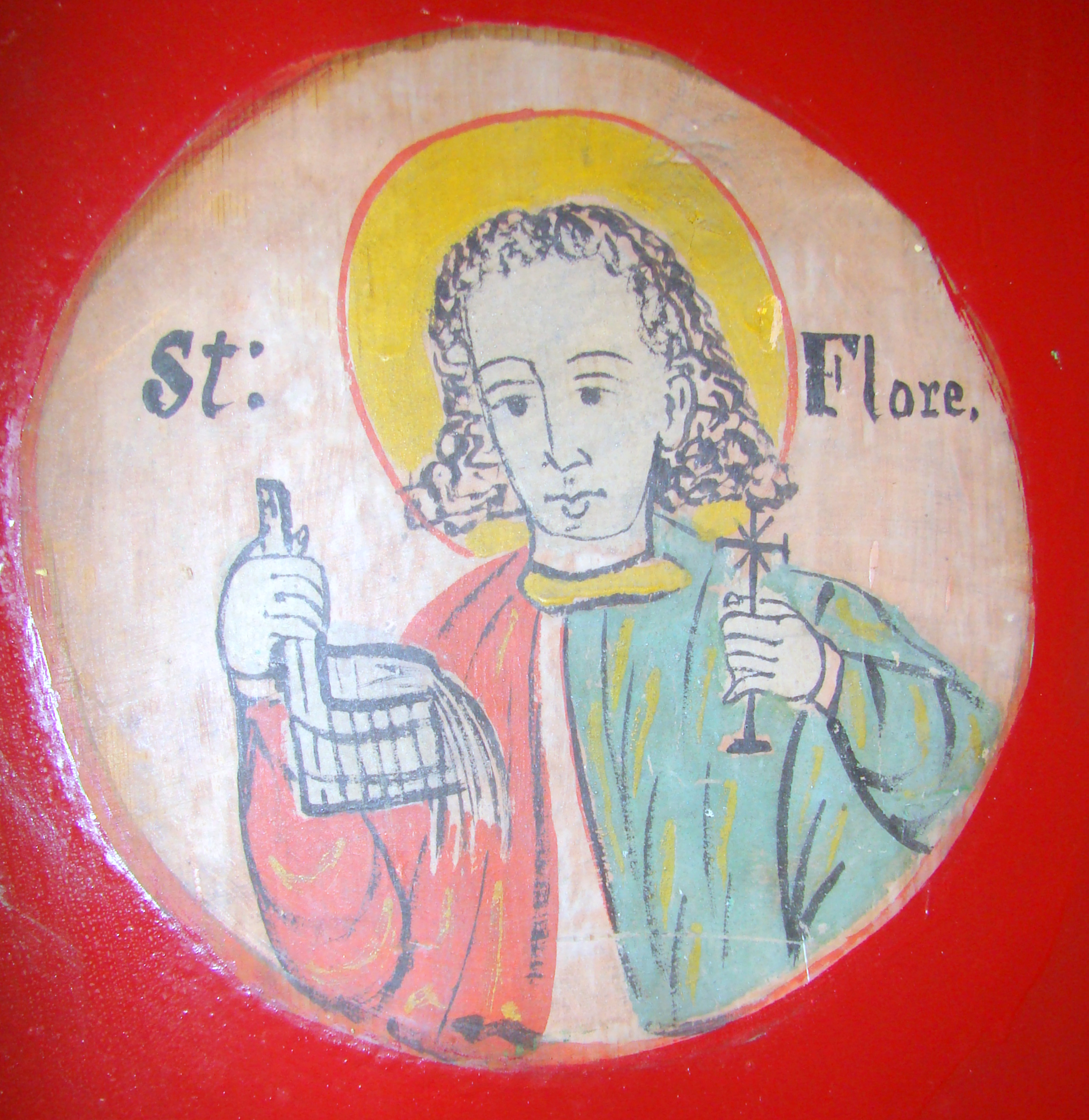
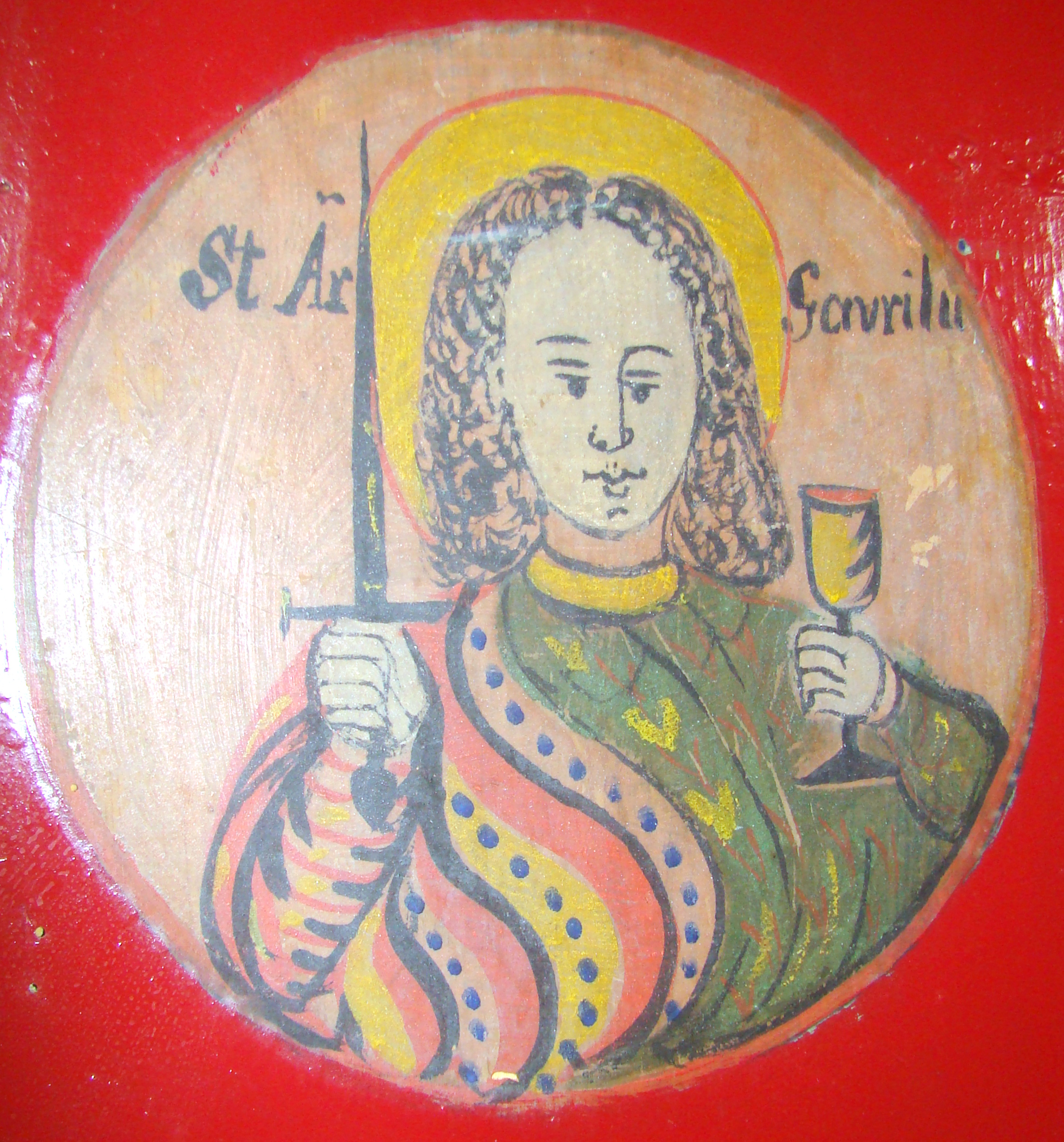
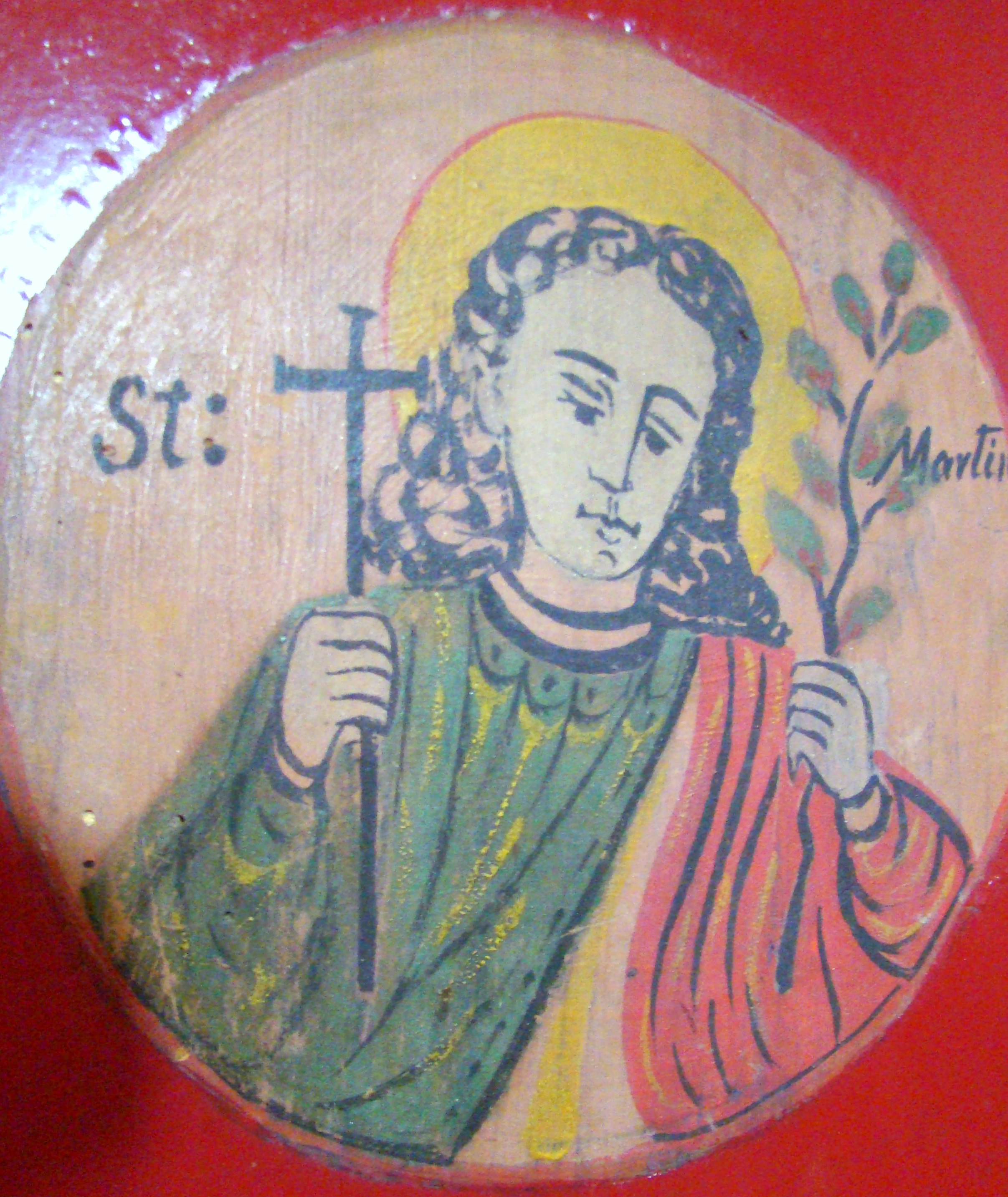
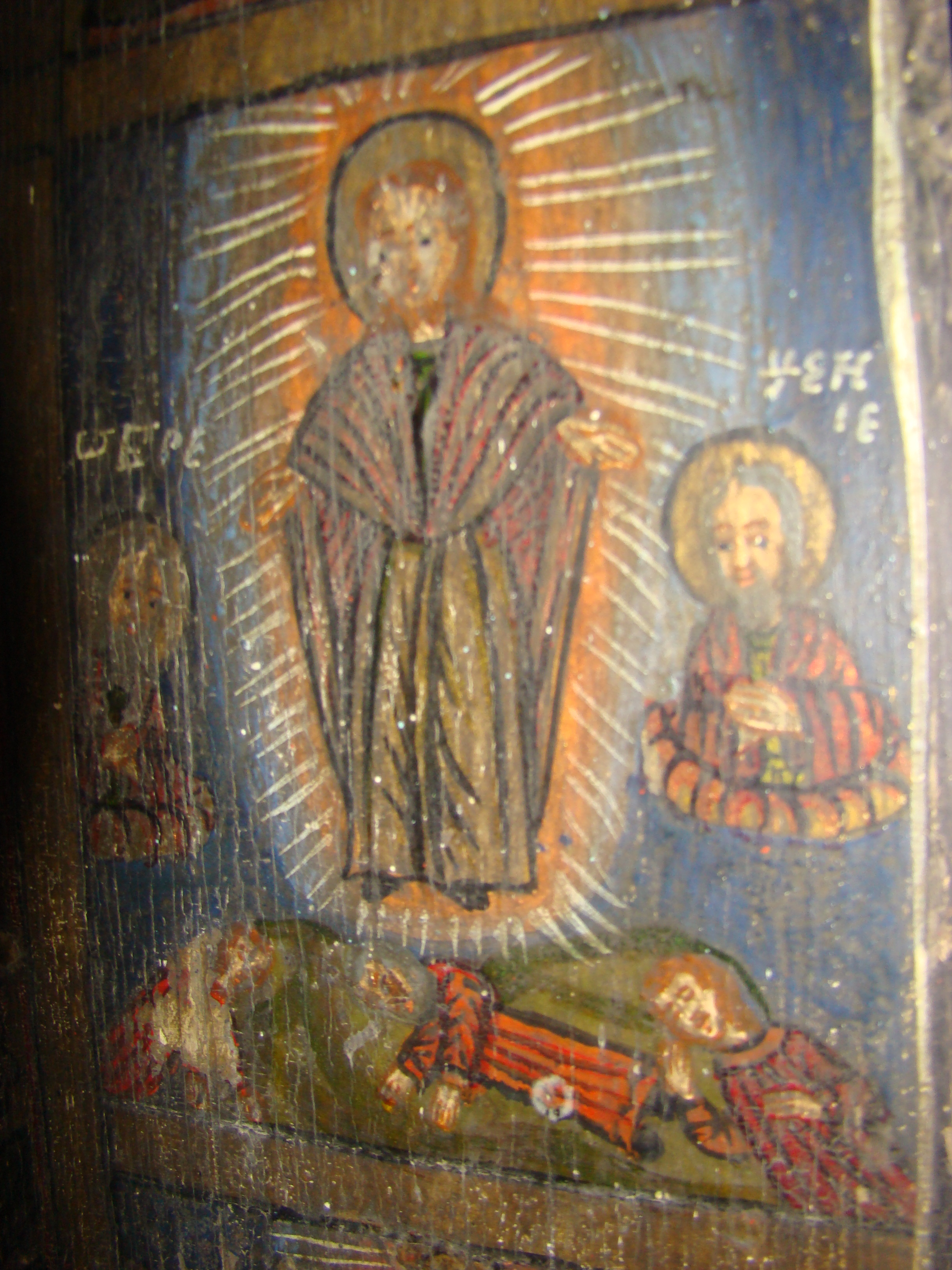
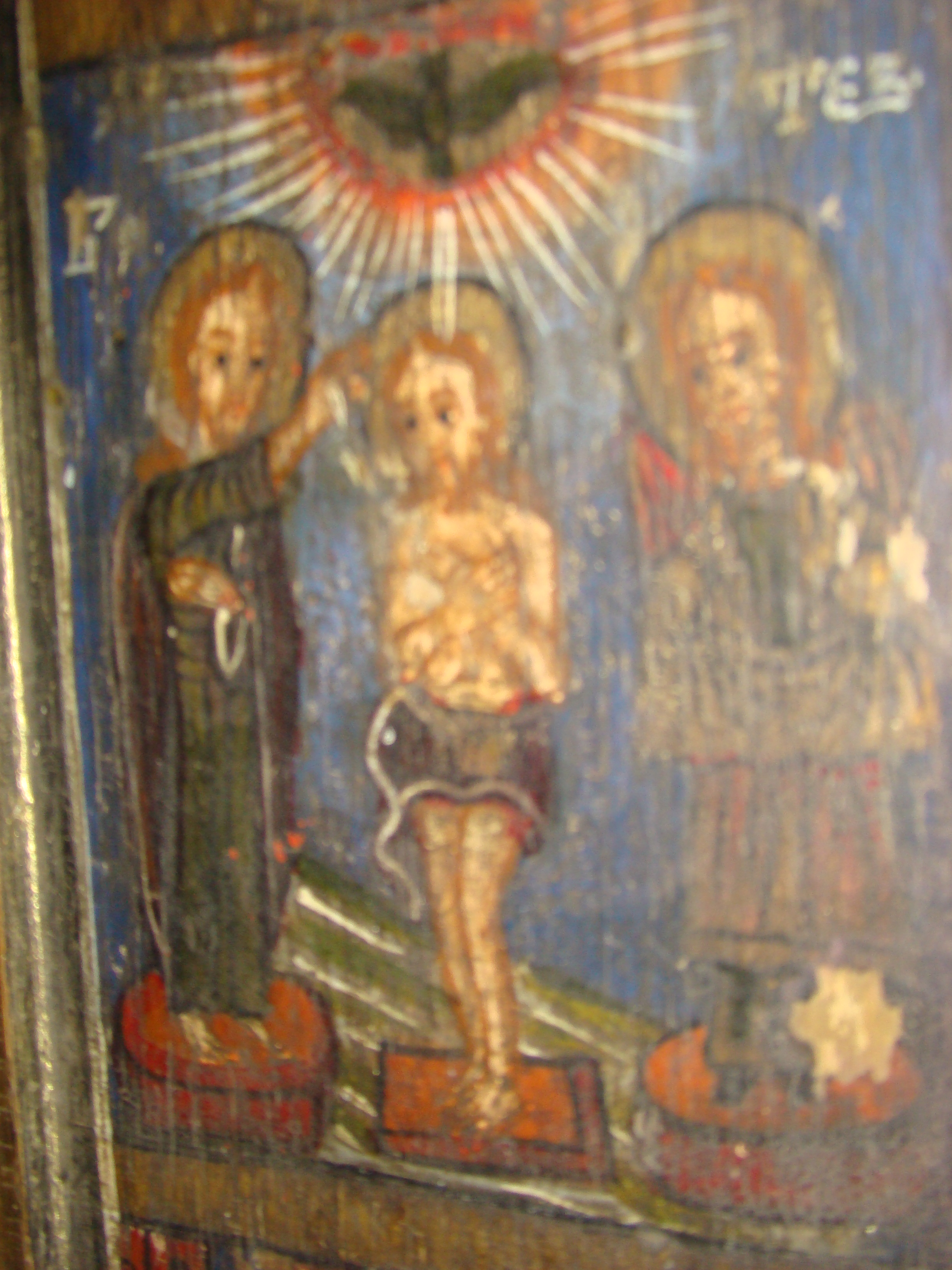
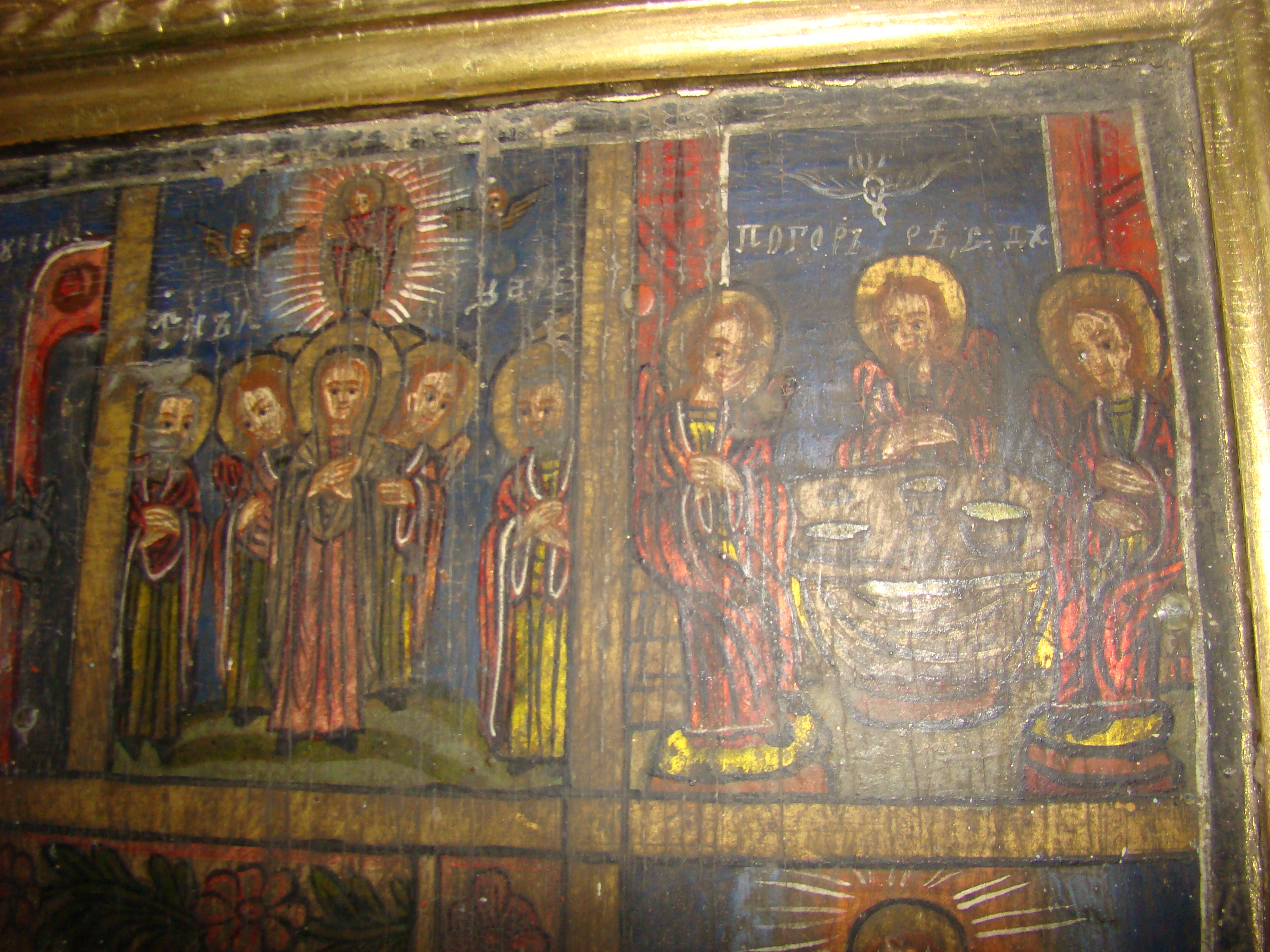
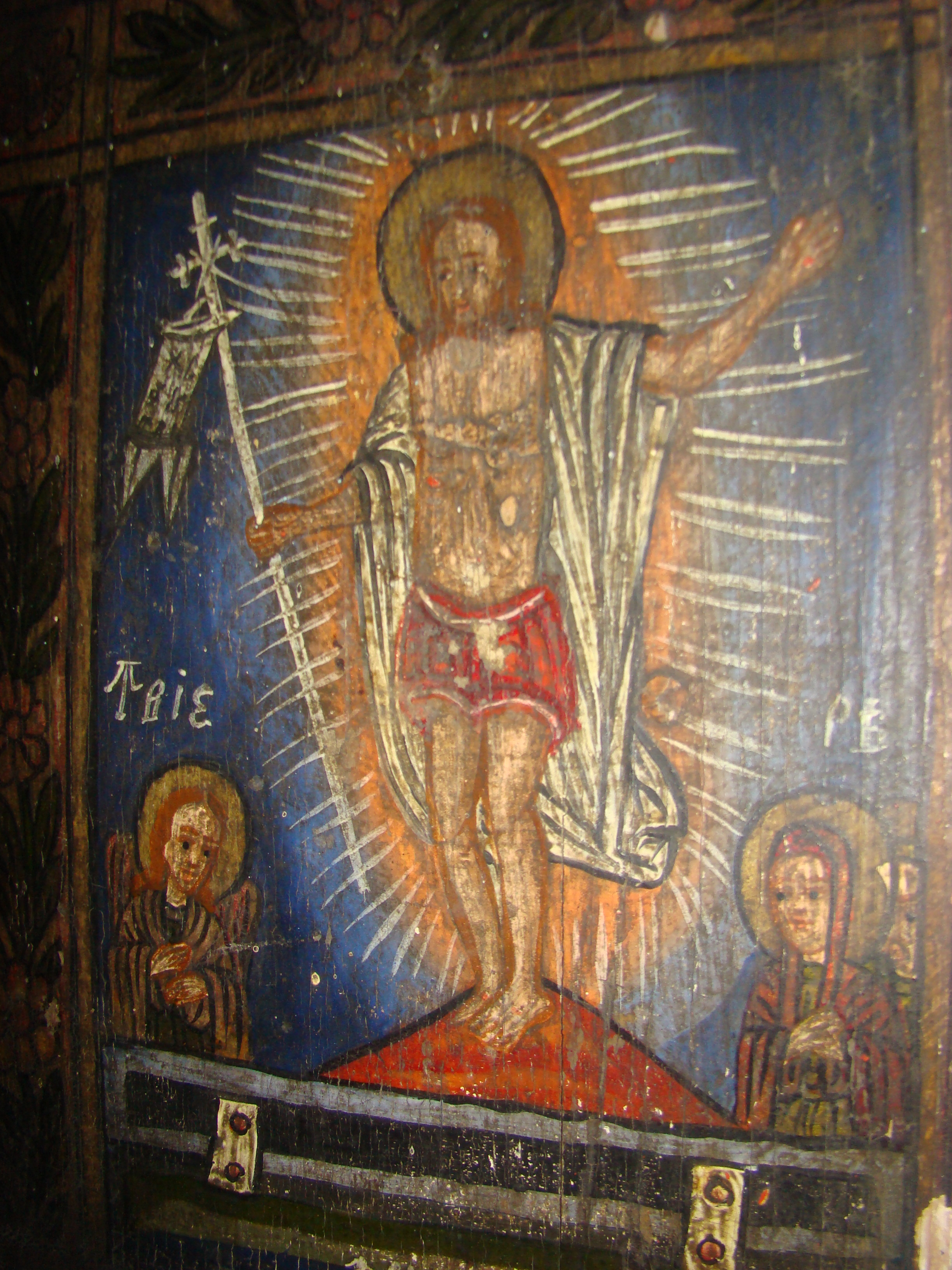
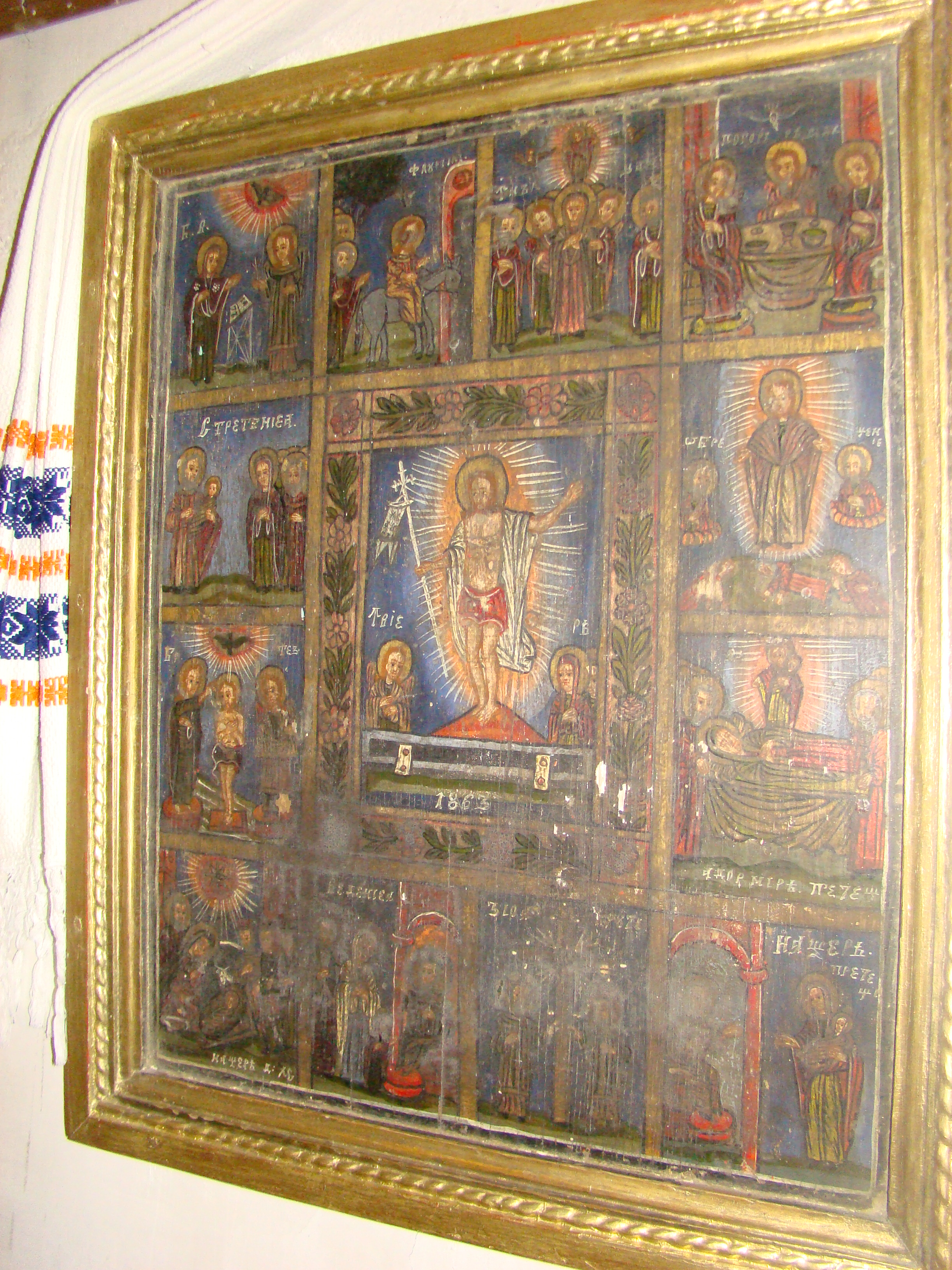
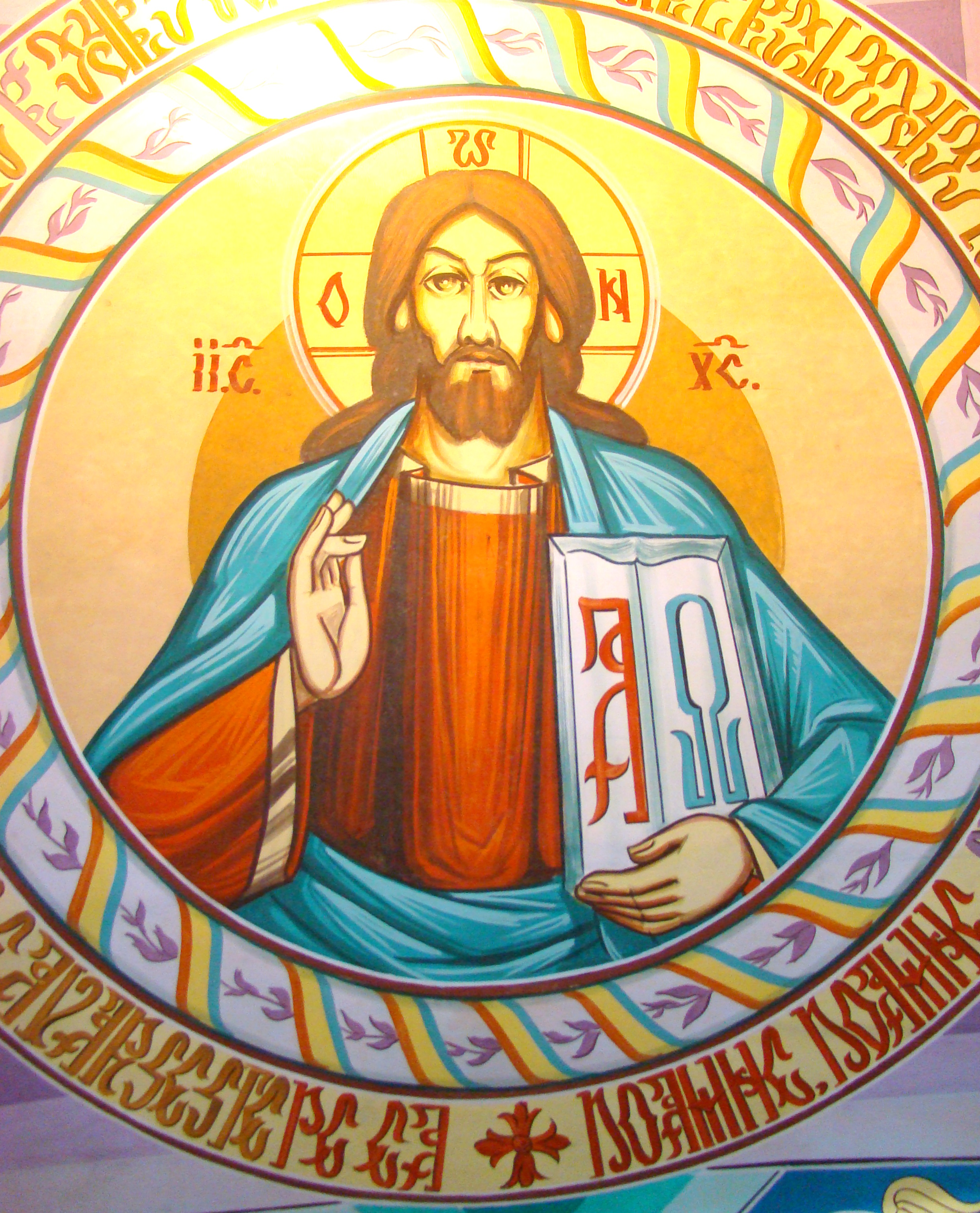
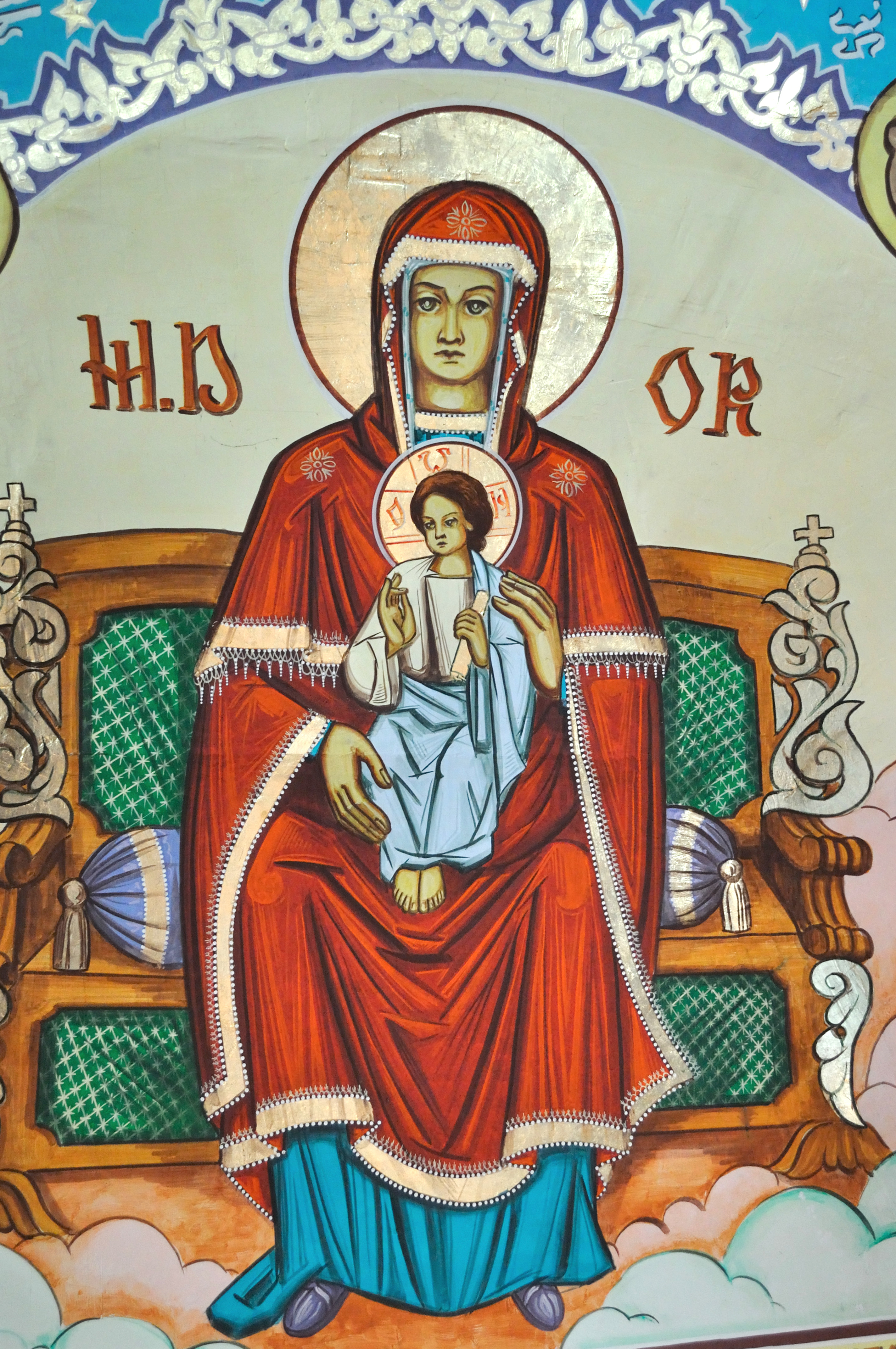
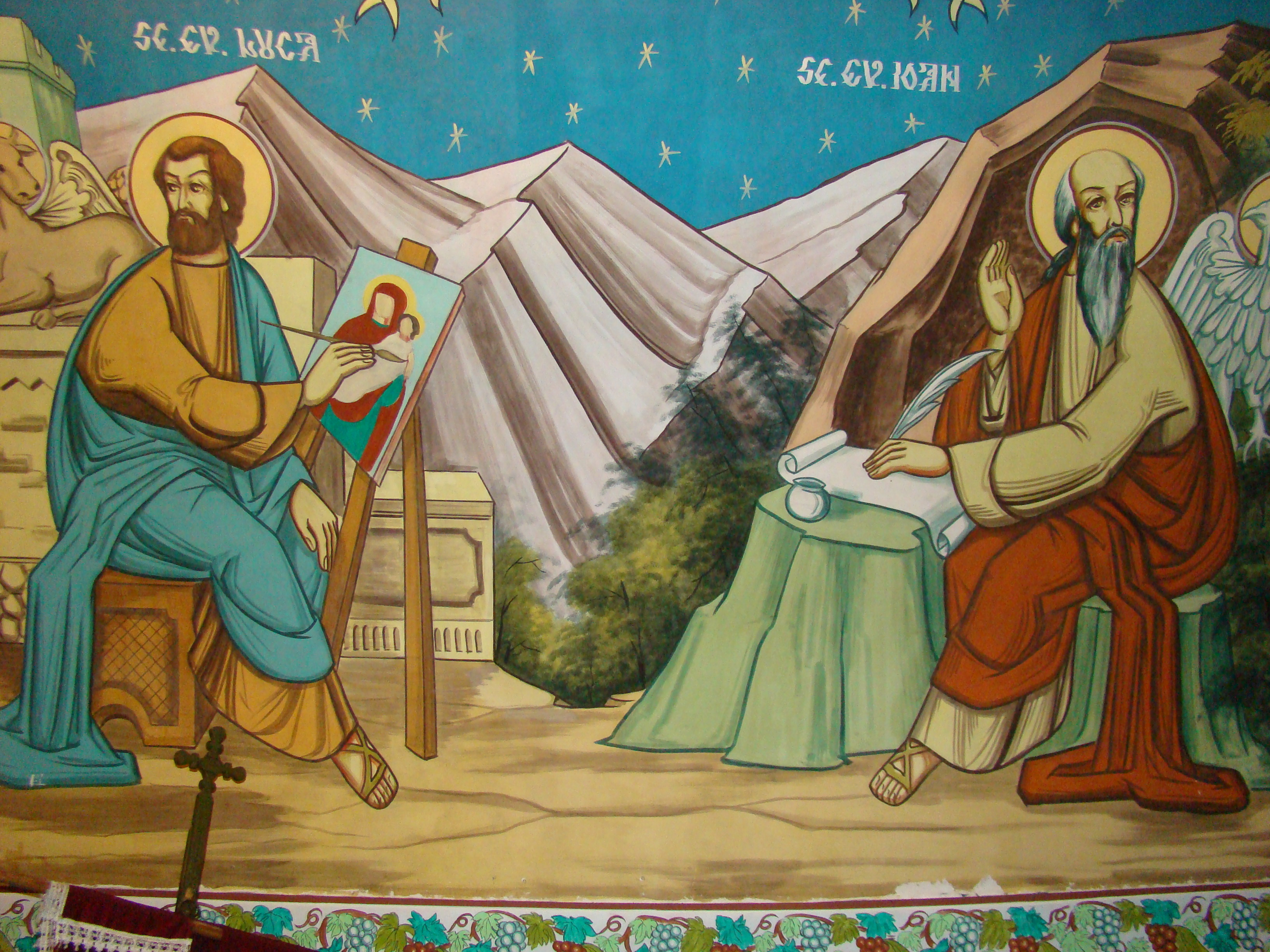
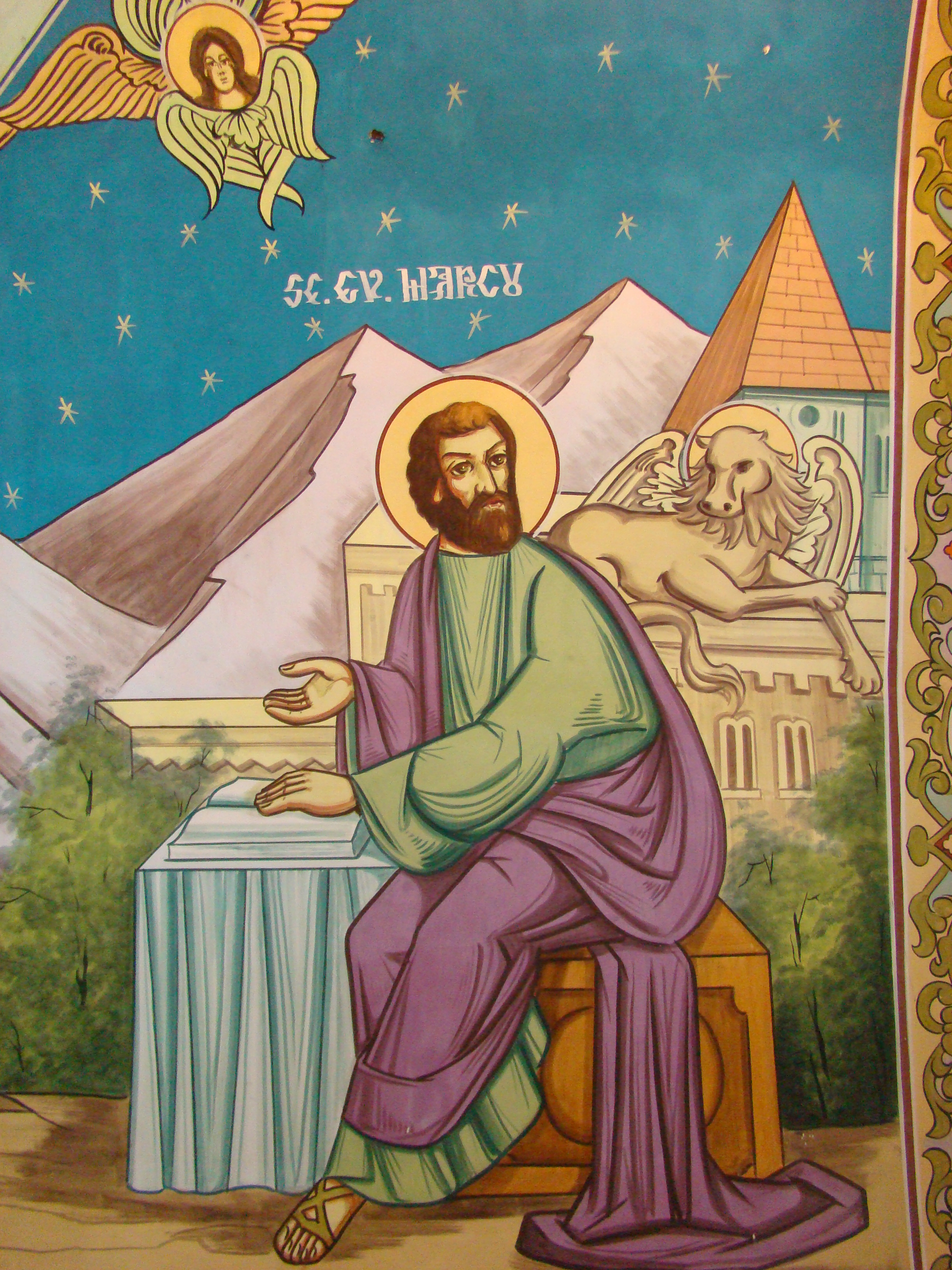
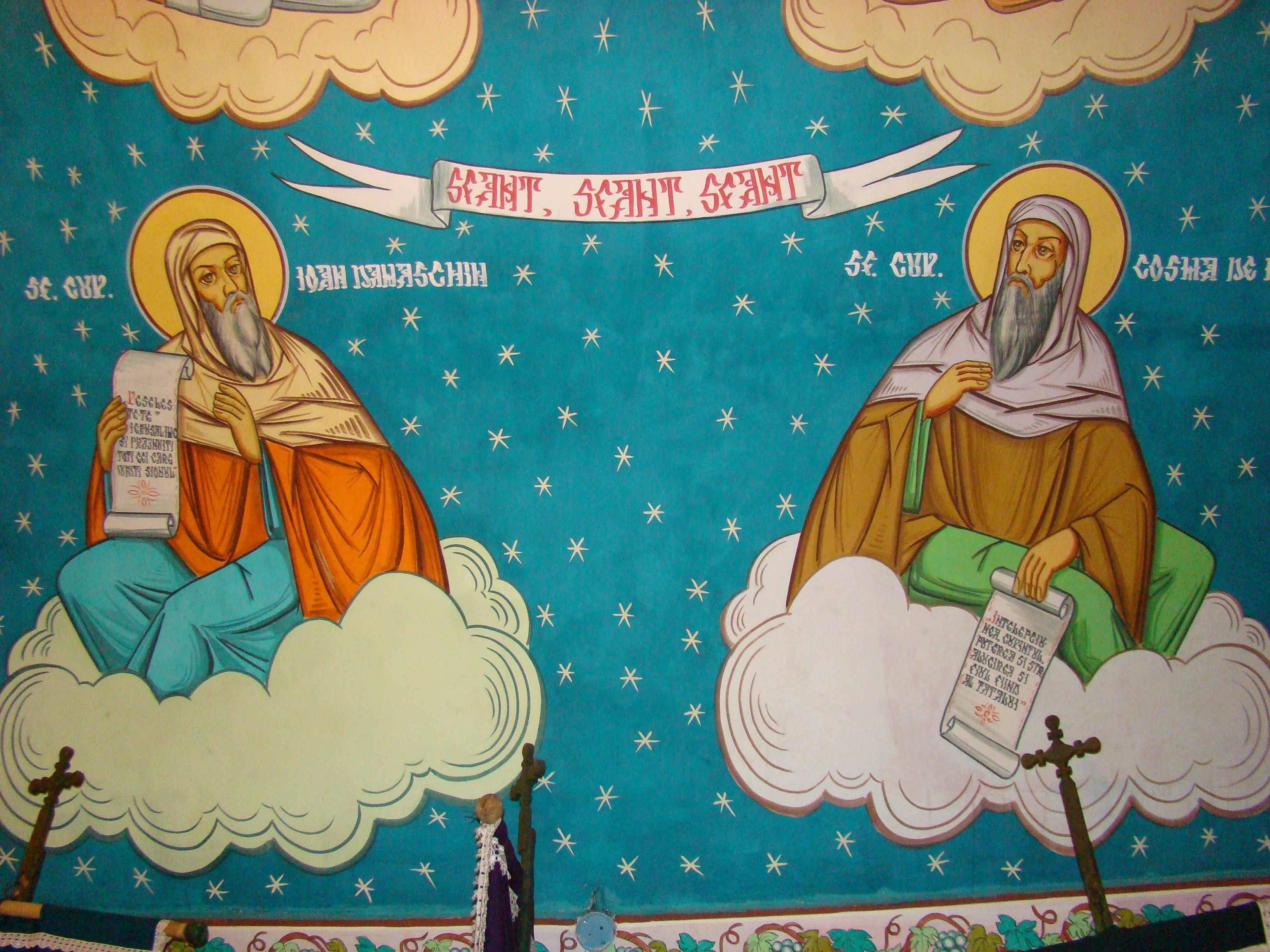
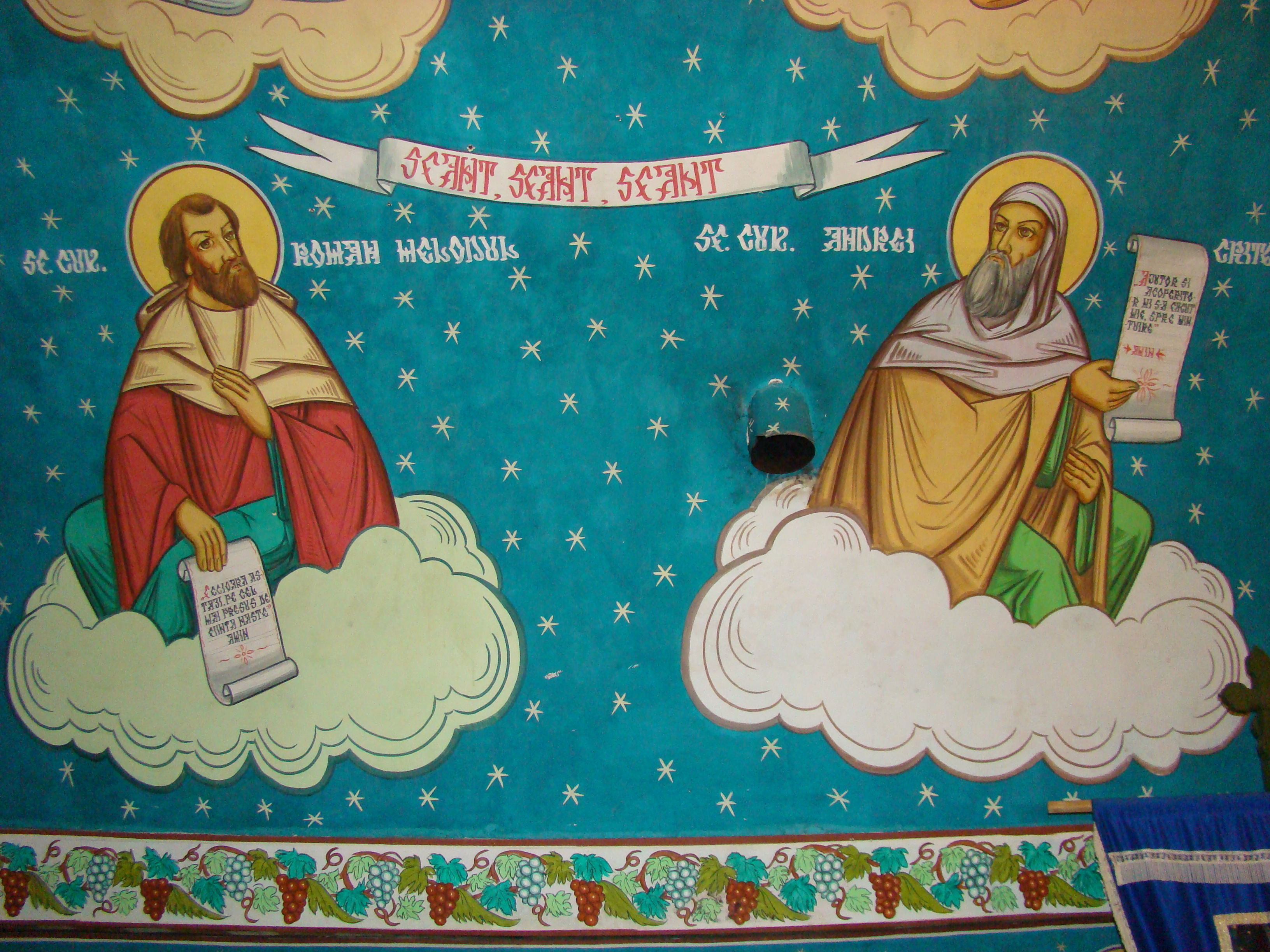
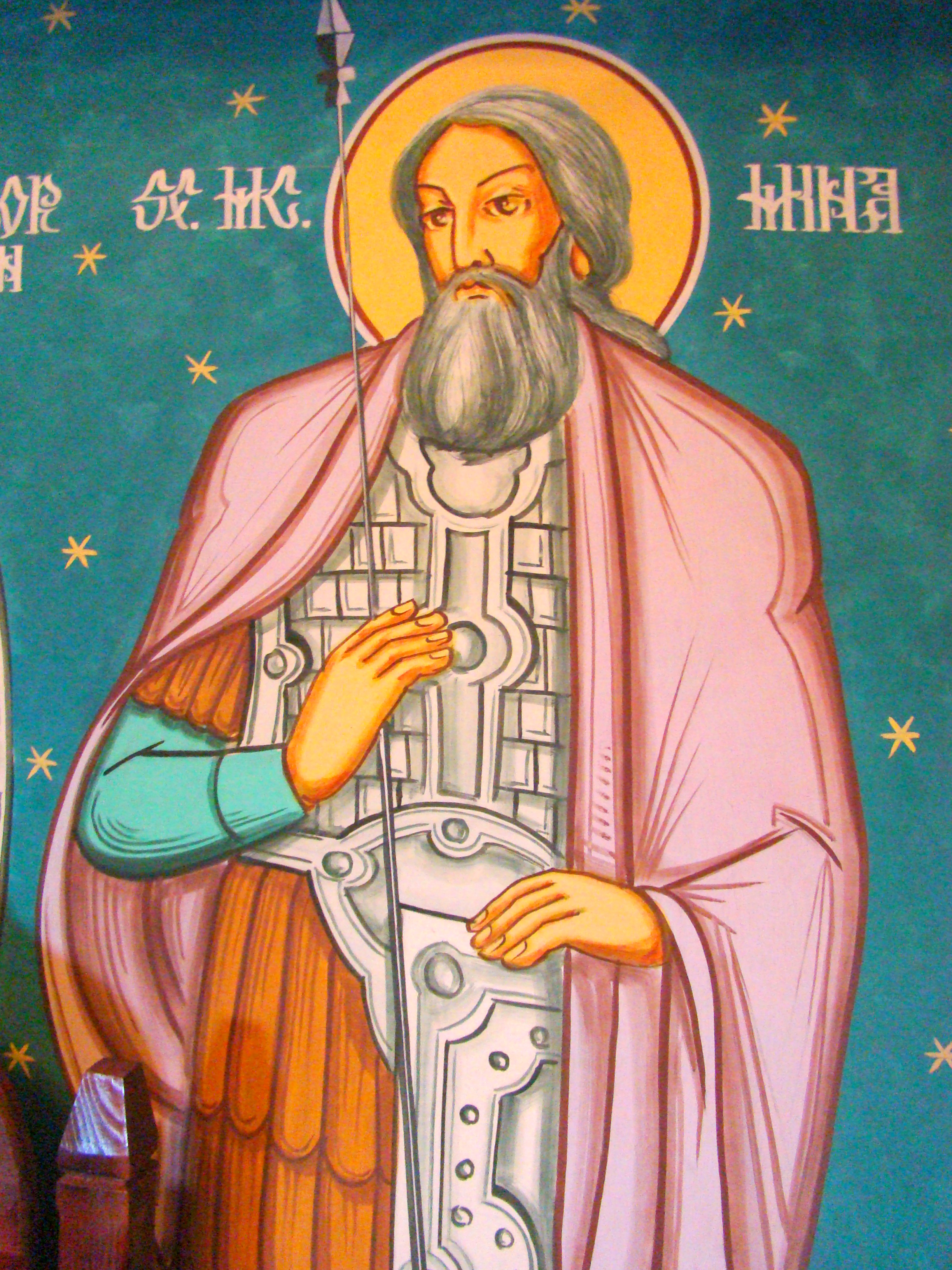
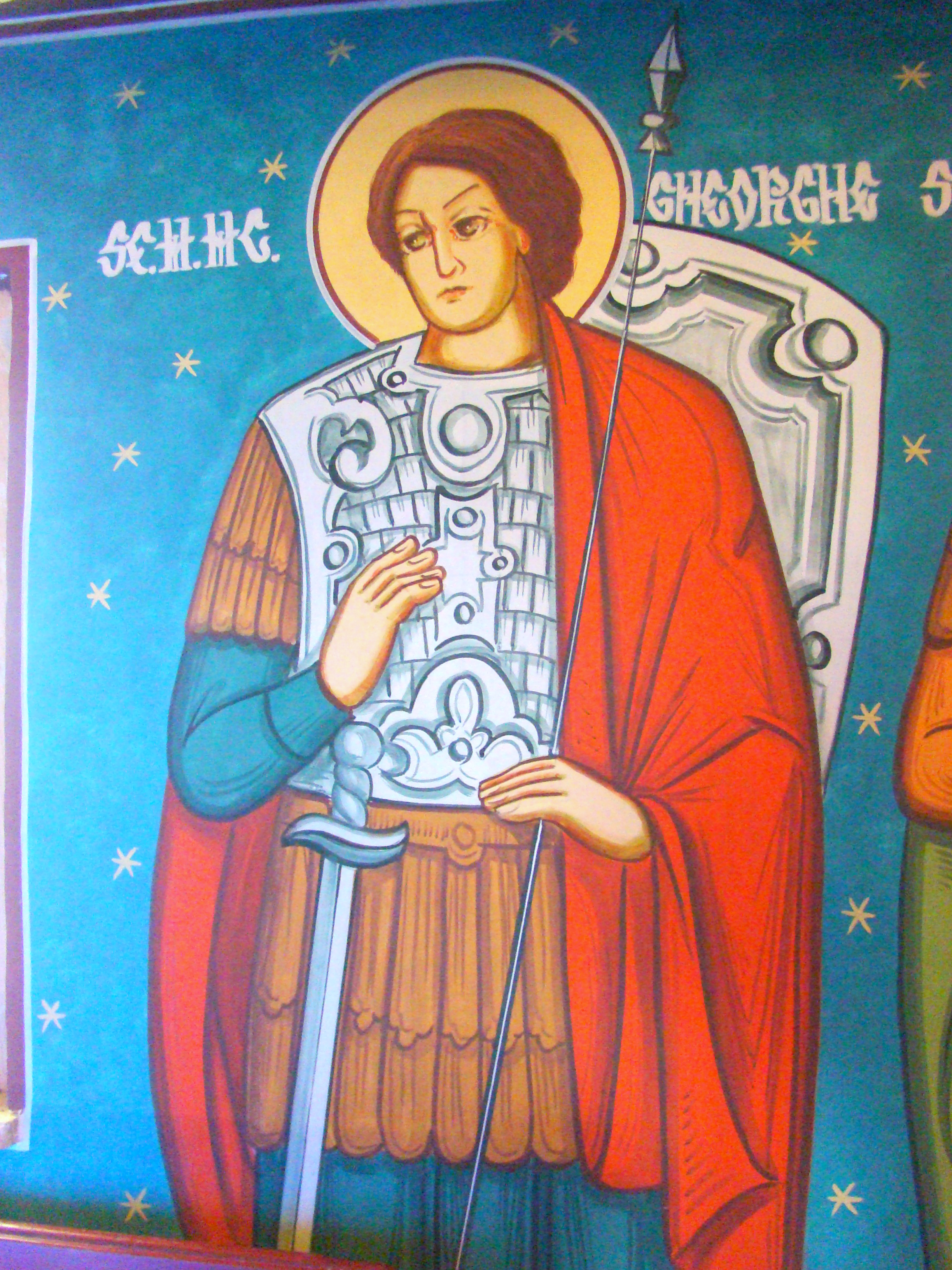
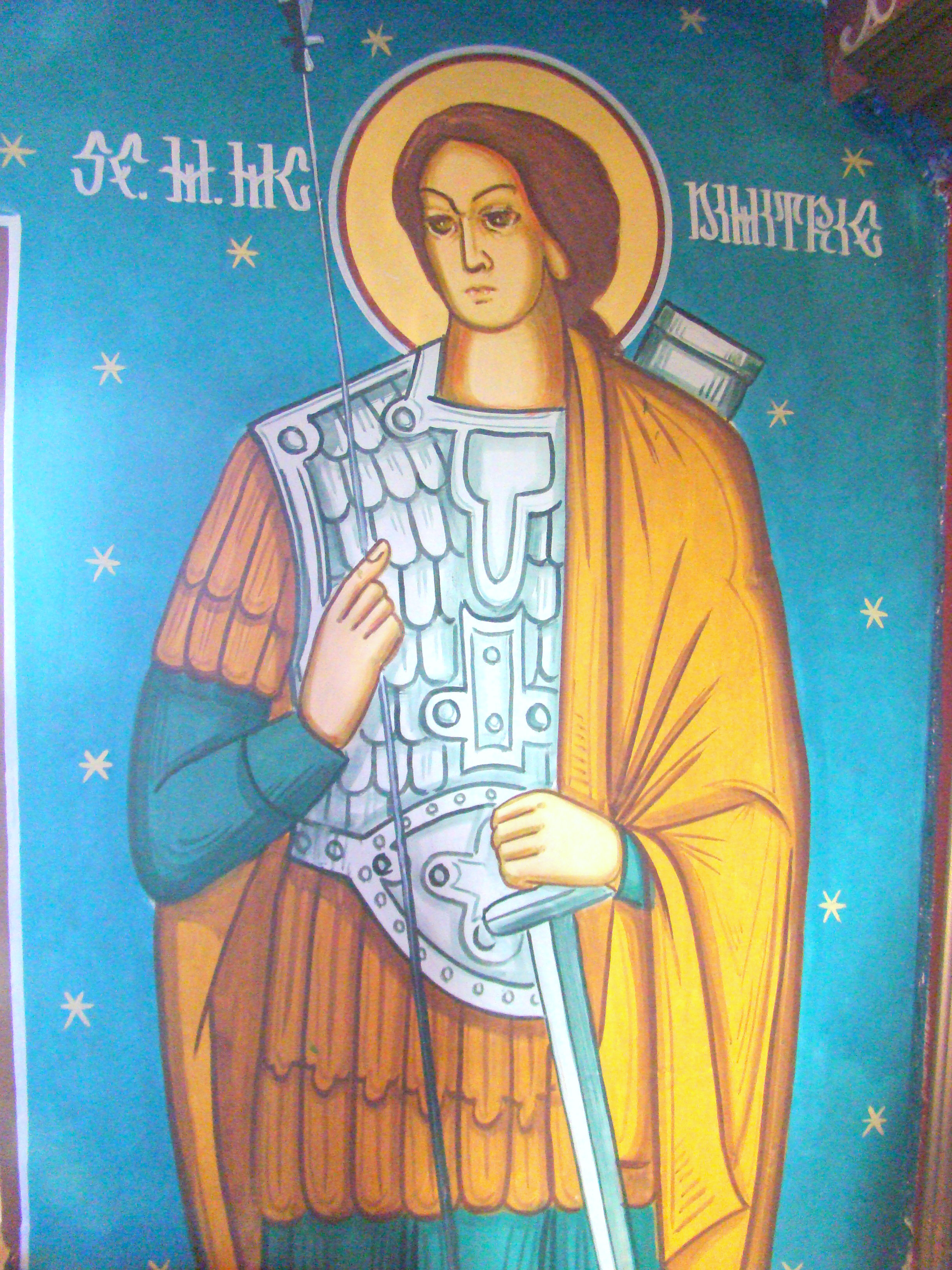
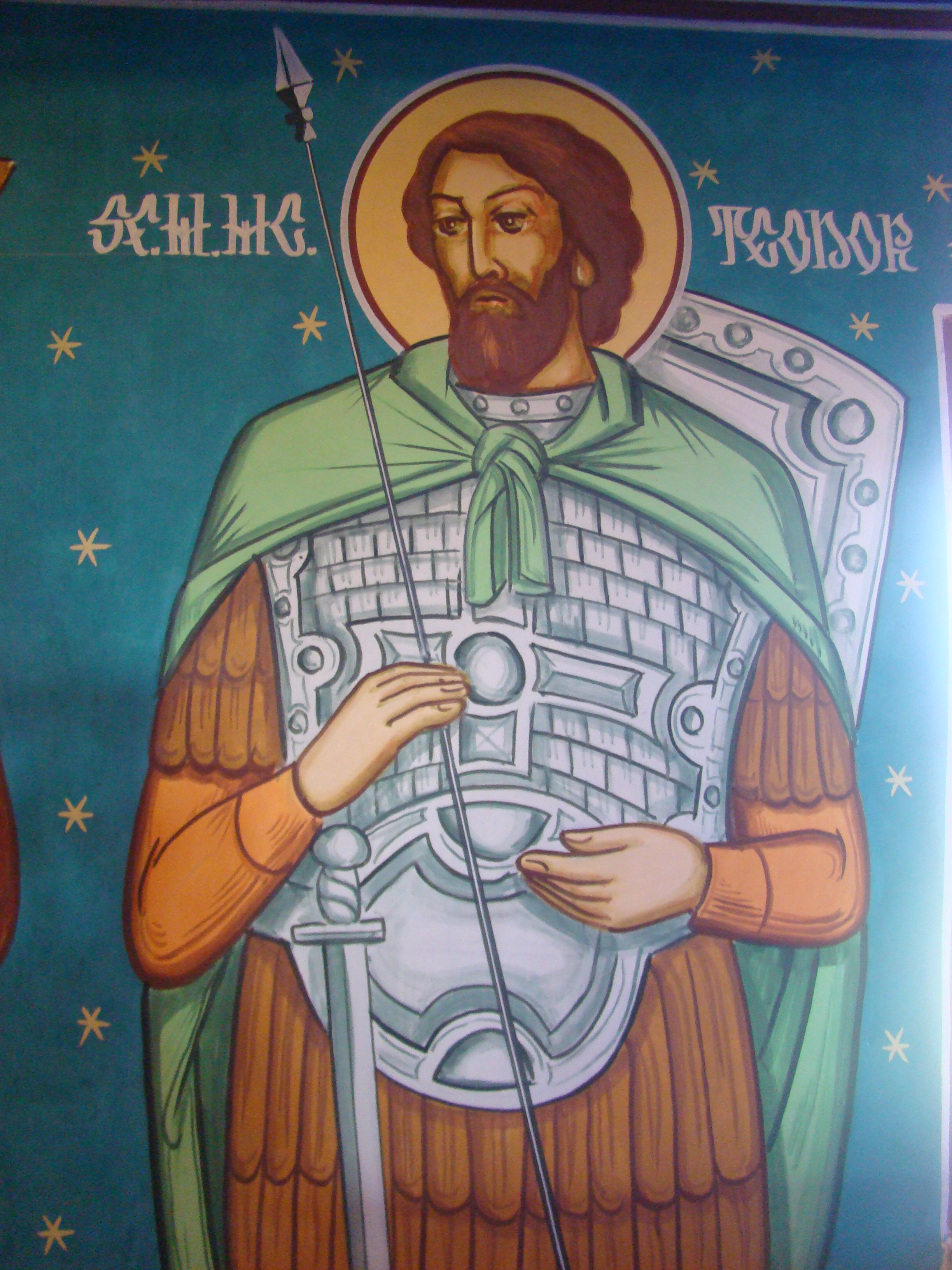
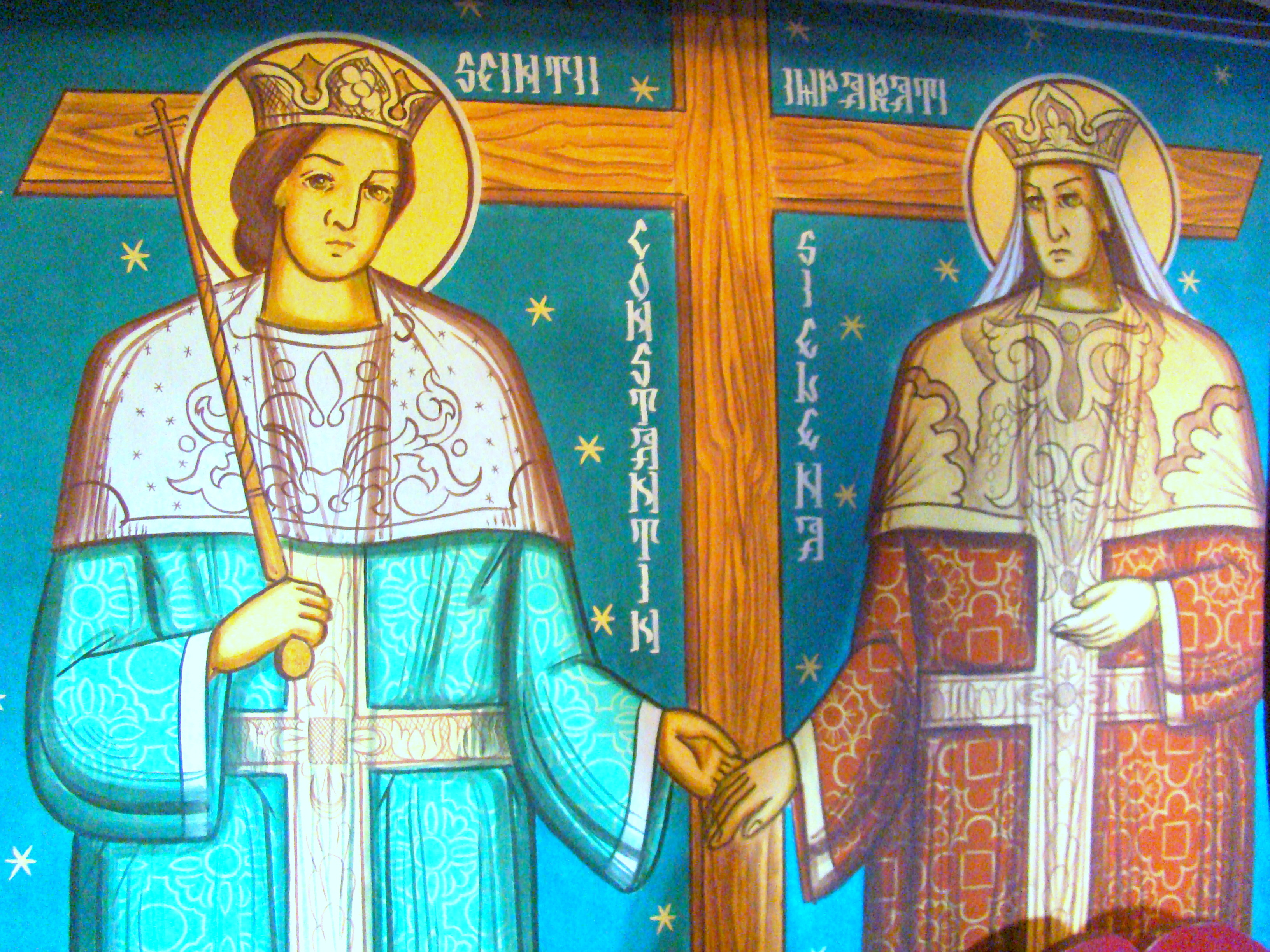
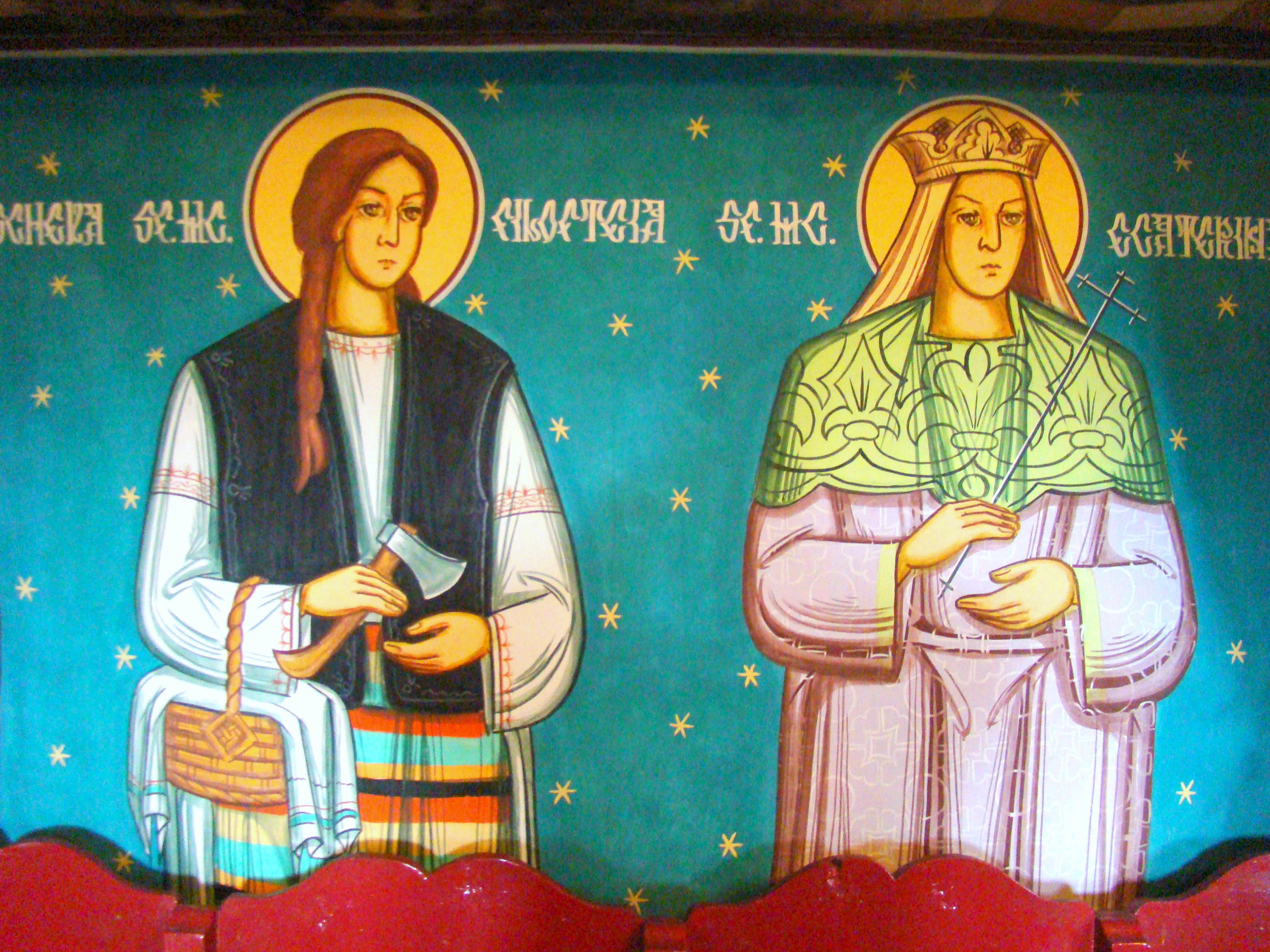
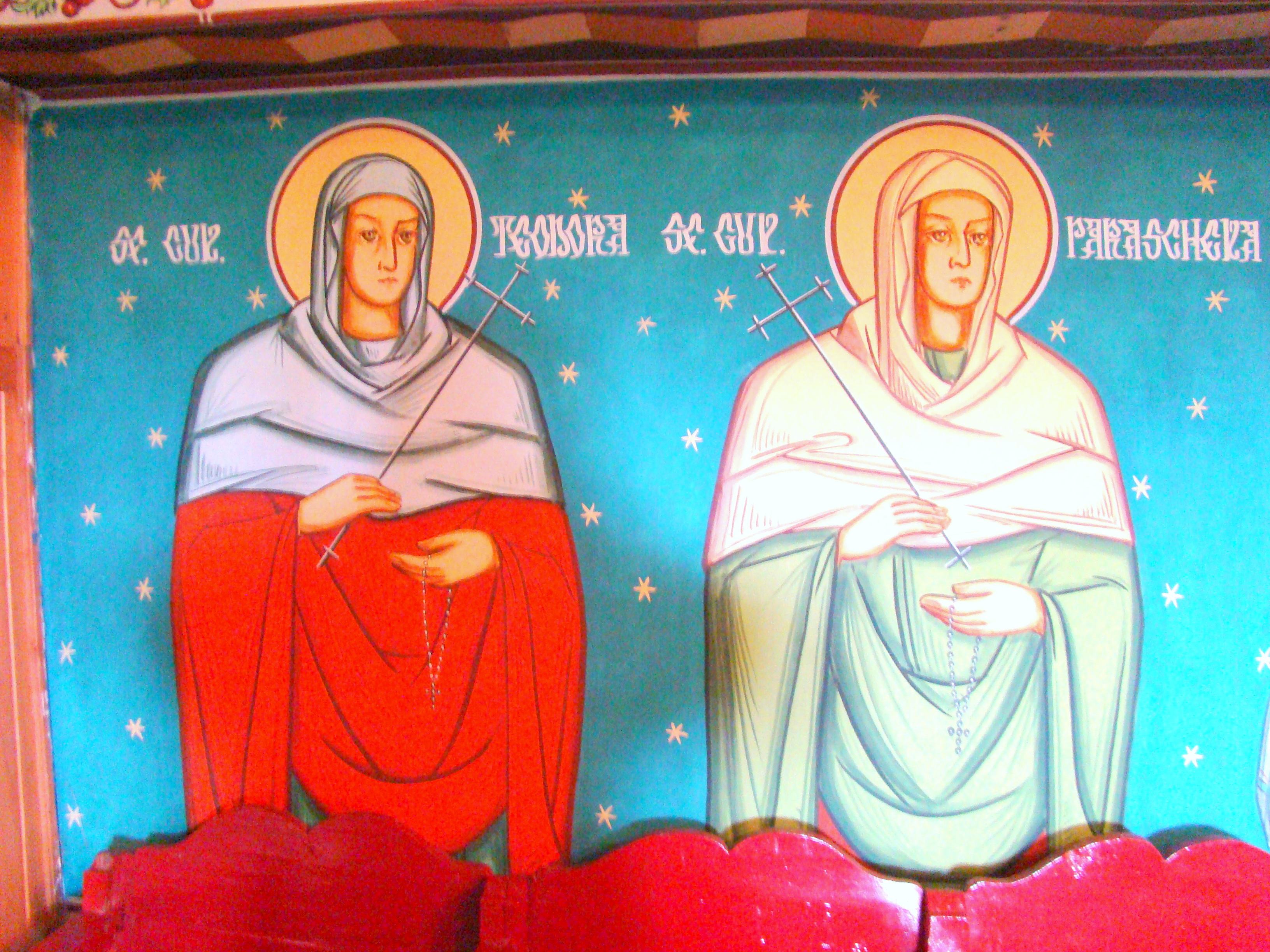
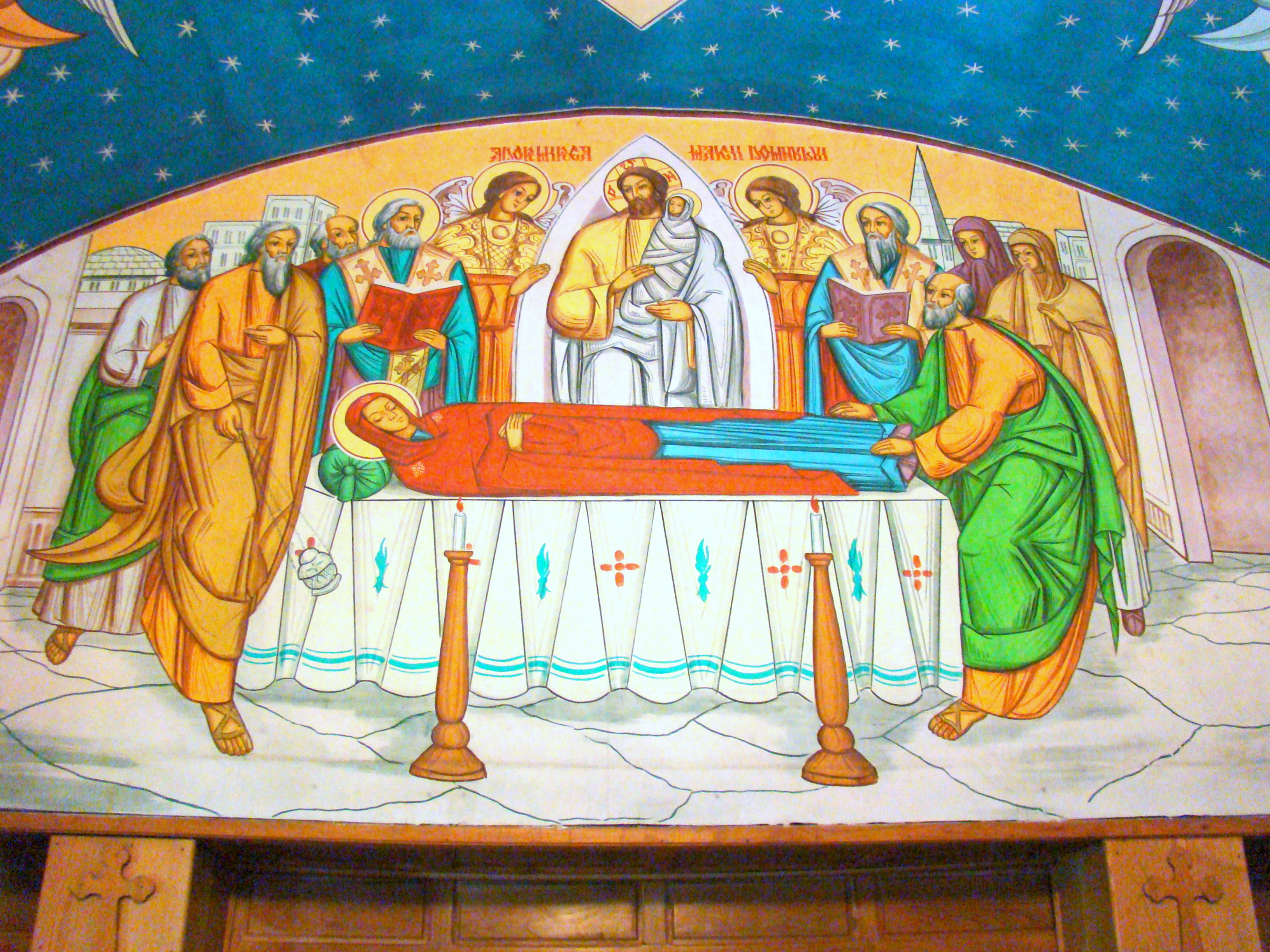
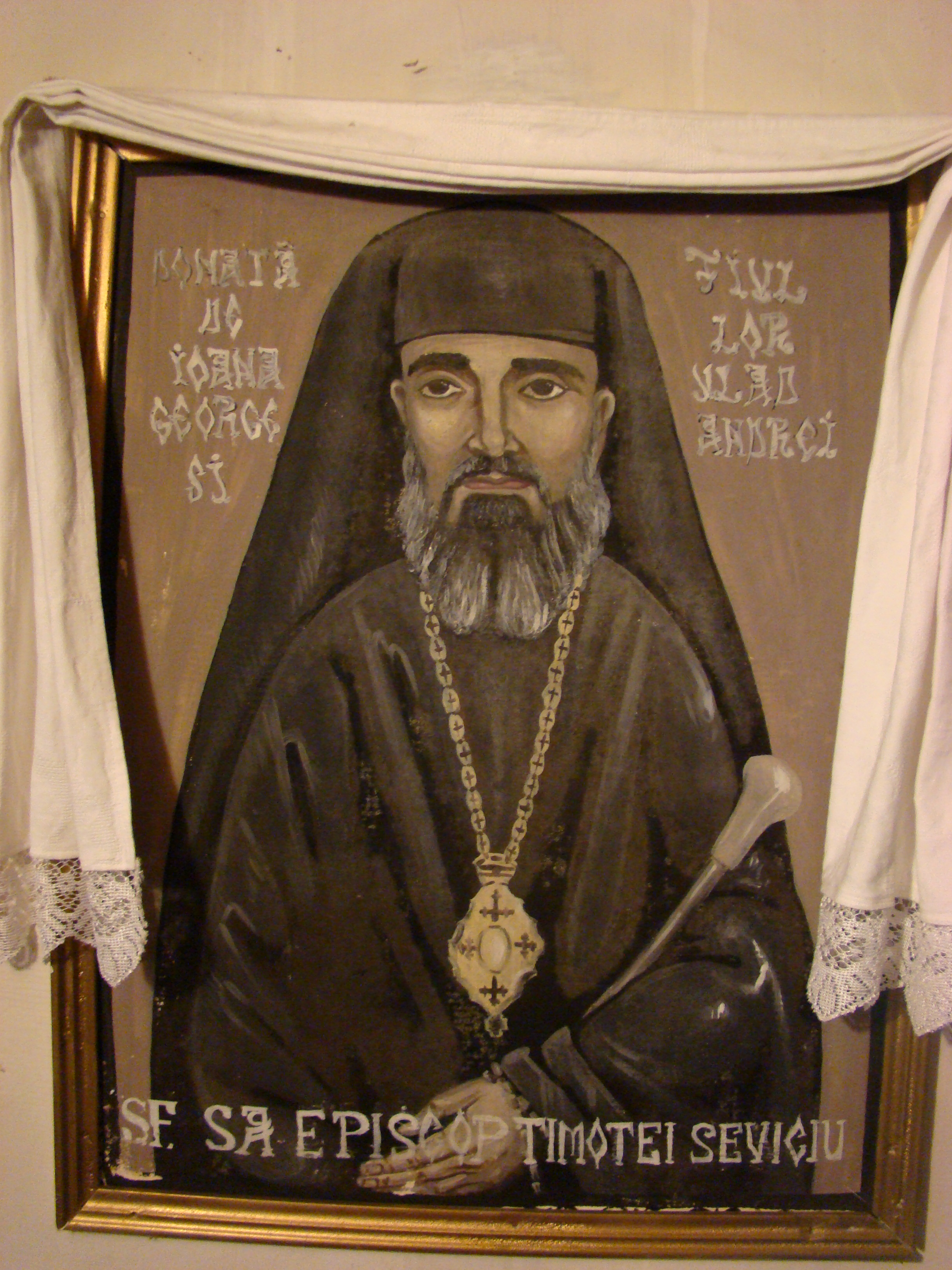
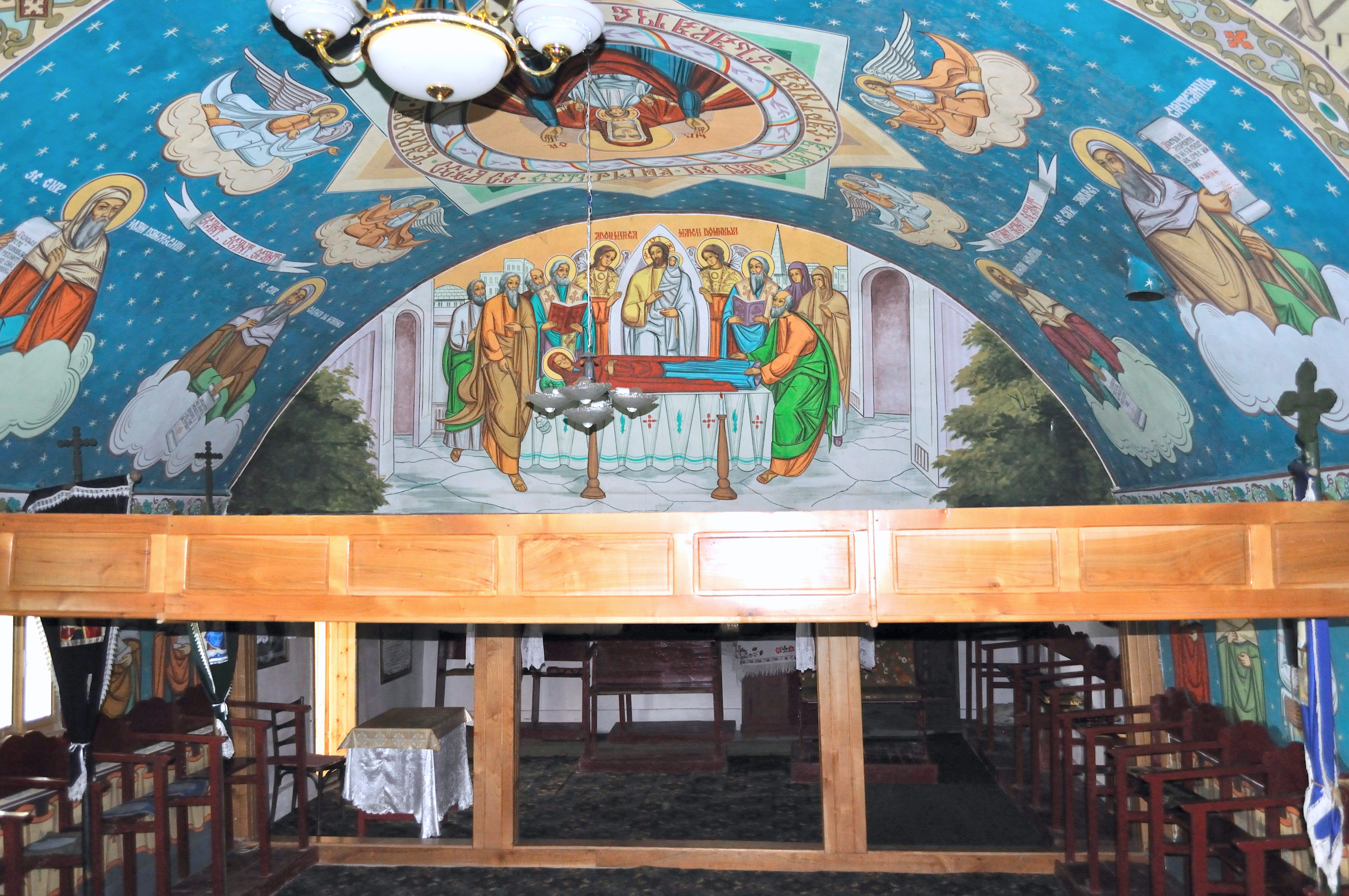
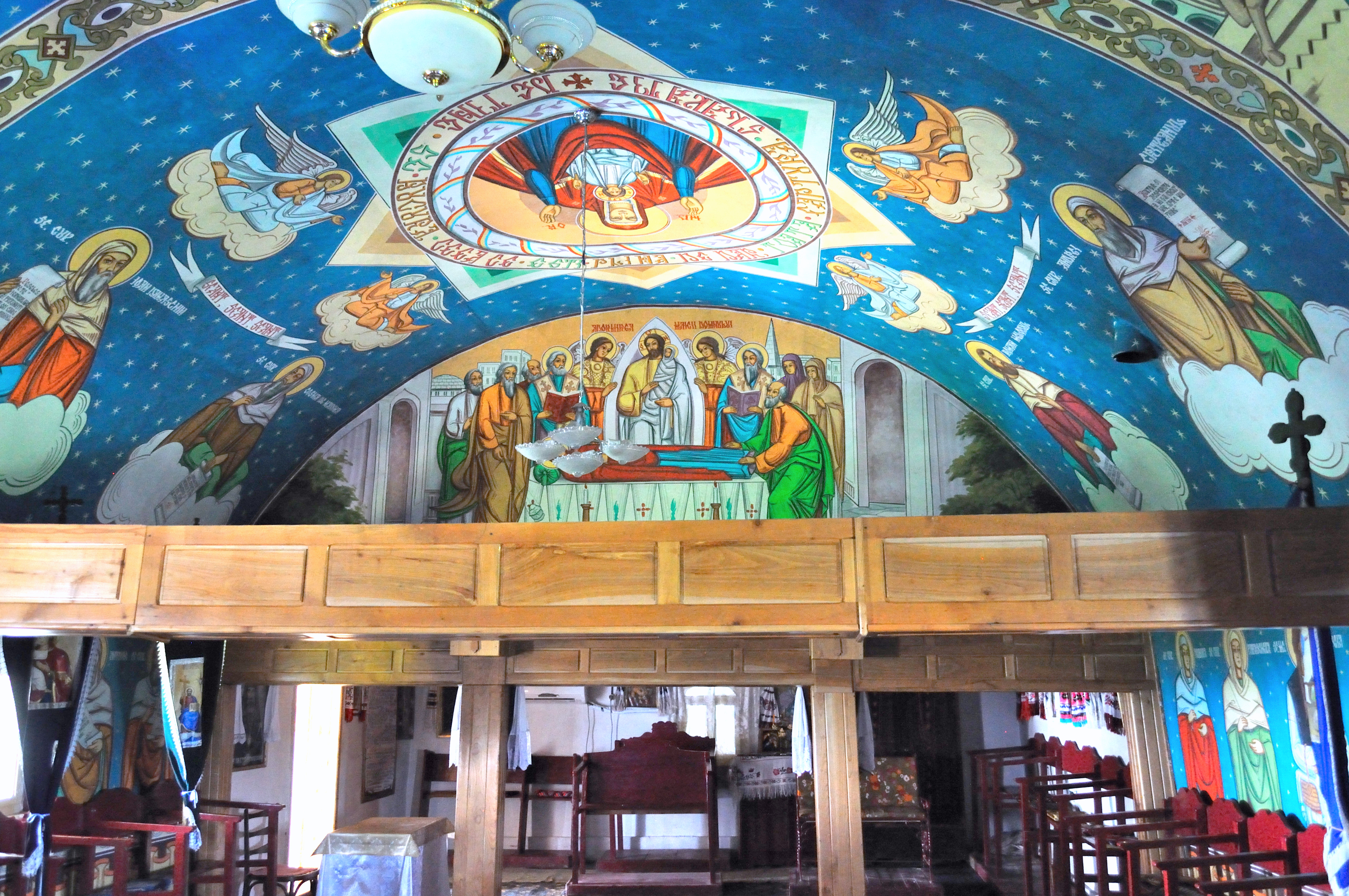